# Museo d'arte di Tolone
Il Museo d'arte di Tolone è uno dei centri di conservazione e di esposizione delle collezioni municipali della Città di Tolone.
Collocato in un edificio della fine dell'800, esso dispone di un patrimonio di quasi 3000 opere, comprendente oggetti archeologici, pitture che vanno dal 1400 al 1900, opere contemporanee degli anni '60, nonché centinaia di fotografie.

## Storia dell'edificio
Come molte città francesi, nella seconda metà del XIX secolo Tolone conobbe dei notevoli cambiamenti architettonici e urbanistici.
Dal 1852 la demolizione delle mura nord della città, trasformate in un ampio viale (Boulevard Napoléon, oggi Boulevard de Strasbourg), permise una vasta urbanizzazione con quartieri di lusso, fra il nuovo viale e la nuova stazione ferroviaria, l’attuale « Haute Ville », edificata nel più puro "stile Haussmann", con monumenti simbolici, detti anche "di socialità".
Così la Piazza d'Armi (oggi Piazza della Libertà) venne inaugurata nel 1852, seguita dal Teatro dell'Opera di Tolone nel 1862.

Il progetto di costruzione di un museo d'arte era da anni nei programmi delle varie giunte municipali che si susseguivano, ma veniva sempre respinto. Peraltro Tolone disponeva di un discreto patrimonio artistico (103 quadri e 116 sculture, catalogati nel 1846) che veniva esposto solo in qualche sala del Municipio.

La decisione definitiva di costruire il museo fu presa finalmente nel 1880 (o 1882) grazie alla volontà del nuovo sindaco Henri-Armand Dutasta, che diede il via ad una serie di grandi lavori per la città (collettori fognari, approvvigionamento dell'acqua potabile, case popolari, nuovi centri in periferia, creazione di nuovi e larghi assi viari, realizzazione di una linea tranviaria nel 1886). Tolone conobbe allora un deciso incremento demografico che richiese, e a sua volta provocò, vari rinnovamenti e dinamismi urbani. In questo quadro il museo cittadino fu edificato e quindi inaugurato nel 1888.

### L'architettura
Come altri edifici monumentali simili costruiti all'epoca, questo palazzo era destinato ad accogliere tre istituzioni: il museo d'Arte, il museo di Storia naturale e la Biblioteca.

La progettazione e la realizzazione del monumentale edificio fu affidata all'architetto tolonese Gaudensi Allar (1841-1904). Questi impostò il progetto su una pianta ad U che permetteva di porre in vista tre facciate del museo e di offrire alla vista di coloro che transitavano lungo il nuovo viale un piccolo giardino alla francese e una fontana.

Allar optò (siamo nel periodo dell'eclettismo architettonico) per uno "stile" che si richiamava al Rinascimento italiano, con due notevoli "logge" nel corpo principale dell'edificio, al piano terreno e al piano sovrastante. Dotate di cinque archi a tutto sesto, esse inondano di luce le gallerie e l'immensa scalinata a doppia imperiale che conduce al piano superiore. Questi spazi di percorrenza e di osservazione offrivano inoltre un ambiente adatto alle discussioni e alle dispute sociali allora molto in voga.
Sui tre lati delle ali laterali dell'edificio, più massicce e dotate da rinforzi ornamentali sugli angoli, si aprono delle larghe aperture ad arco finestrate. I loro avancorpi sono sormontati da un piano attico caratterizzato da piccole aperture quadrate, alternate a 12 medaglioni in smalto policromo.

Inoltre, questi due corpi laterali che fiancheggiano le logge sono collegati ad esse da archi a quattro cariatidi in pietra, scolpite da André Allar (1845-1926), (fratello dell’architetto, che ricevette per questo lavoro la somma di 12.000 franchi). Il padiglione occidentale (lato museo) è decorato con allegorie della Pittura e della Scultura, mentre il padiglione (o ala) orientale (lato biblioteca) accoglie le allegorie della Poesia e della Storia.
I medaglioni in maiolica smaltata furono realizzati da Jules Paul Loebnitz. Sull'ala nord, lato museo, sei di essi furono modellati da Émile Hugoulin e rappresentano i seguenti artisti: Jean-Honoré Fragonard, Jean Nicolas Laugier, Simon Julien, Christophe Veyrier, Bernard Turreau, detto Toro, e Joseph Louis Hubac, tutti tolonesi eccetto Fragonard. Sull'ala sud, lato biblioteca, gli altri sei medaglioni, modellati da Victorien Bastet, rappresentano i seguenti scrittori: Honoré-Gabriel Riquetti de Mirabeau, Jean-Baptiste Massillon, Pierre Gassendi, Jean-Jacques Barthélemy, Luc de Clapiers, marquis de Vauvenargues e Louis Moréri. Nel cortile d'ingresso si trovano inoltre due busti di Benoît Lucien Hercule. Il busto posizionato sul lato nord ritrae il celebre scultore e pittore Pierre Puget, quello presente sul lato sud del cortile, è invece un omaggio a Nicolas-Claude Fabri de Peiresc (1580-1637), « principe della repubblica delle lettere » e umanista locale.
Non mancano, infine, decorazioni inerenti alla città e alla regione.

Le allusioni alle ricchezze agricole e marine del territorio abbondano sotto forma di elementi decorativi in altorilievo: cesti e ghirlande di fiori e frutta, rami d'olivo, delfini, tridenti, conchiglie, etc.

Infine, posto al centro della balaustrata di coronamento del corpo centrale a logge, nel punto più alto e centrale dell'intero edificio, si può notare lo stemma di "Port-la-Montagne" (nome col quale fu ribattezzata la città nel 1793, dopo aver perso la qualifica di Capoluogo), affiancato ai due lati dalle statue di una giovane contadina e di un pescatore.

## Le collezioni di pittura
Il museo d'arte di Tolone vanta un patrimonio di opere d'arte particolarmente ricco e vario.

Le opere antiche sono numerose, e molti sono i quadri che vanno dal 1400 agli inizi del 1900. I pittori provenzali, per la maggior parte paesaggisti, sono presenti con le firme più celebri: Paul Guigou, Auguste Aiguier, Félix Ziem, Adolphe Monticelli e il tolonese Vincent Courdouan (1810-1893). I "fauves" della Provenza hanno anch'essi una speciale collocazione: Auguste Chabaud, René Seyssaud, Louis-Mathieu Verdilhan, Pierre Ambrogiani.
A queste opere, considerate fra i classici, fa riscontro un'importante collezione di opere contemporanee, completata alla fine degli anni '80. Essa consta di numerose e prestigiose firme del "Nuovo realismo": (Arman, César Baldaccini, Christo, Yves Klein, Martial Raysse), del "Minimalismo": (Donald Judd, Sol LeWitt), delle "Superfici": (Louis Cane, Daniel Dezeuze, Claude Viallat), e di altre correnti: François Arnal, Louis Chacaliss, Hervé Télémaque, Daniel Buren, Benjamin Vautier.
A fianco del patrimonio pittorico è presente anche una collezione di arte fotografica, con circa 400 opere firmate da Edward Steichen, Man Ray, Henri Cartier-Bresson, Willy Ronis.
Gli elenchi delle opere qui di seguito indicate sono parziali.

### Il Quattrocento e il Cinquecento
- Scuola di Joachim Bueckeleaer (Anversa, c. 1530 – c. 1574): La cuisinière, olio su legno.[2]
- Francesco Granacci (Firenze, 1477 – 1543): Vierge à l'Enfant avec Saint-Jean-Baptiste, olio su legno.[3]
- Kestiaen de Koninck (Courtrai ? – Anversa, 1635)
- Tuccio di Andria (Savona ?, c. 1487 - ?): Jésus et les Apôtres, olio su legno.[4]
- Maarten de Vos (Anversa, 1532 – 1603): Triomphe de David, olio su legno.[5]

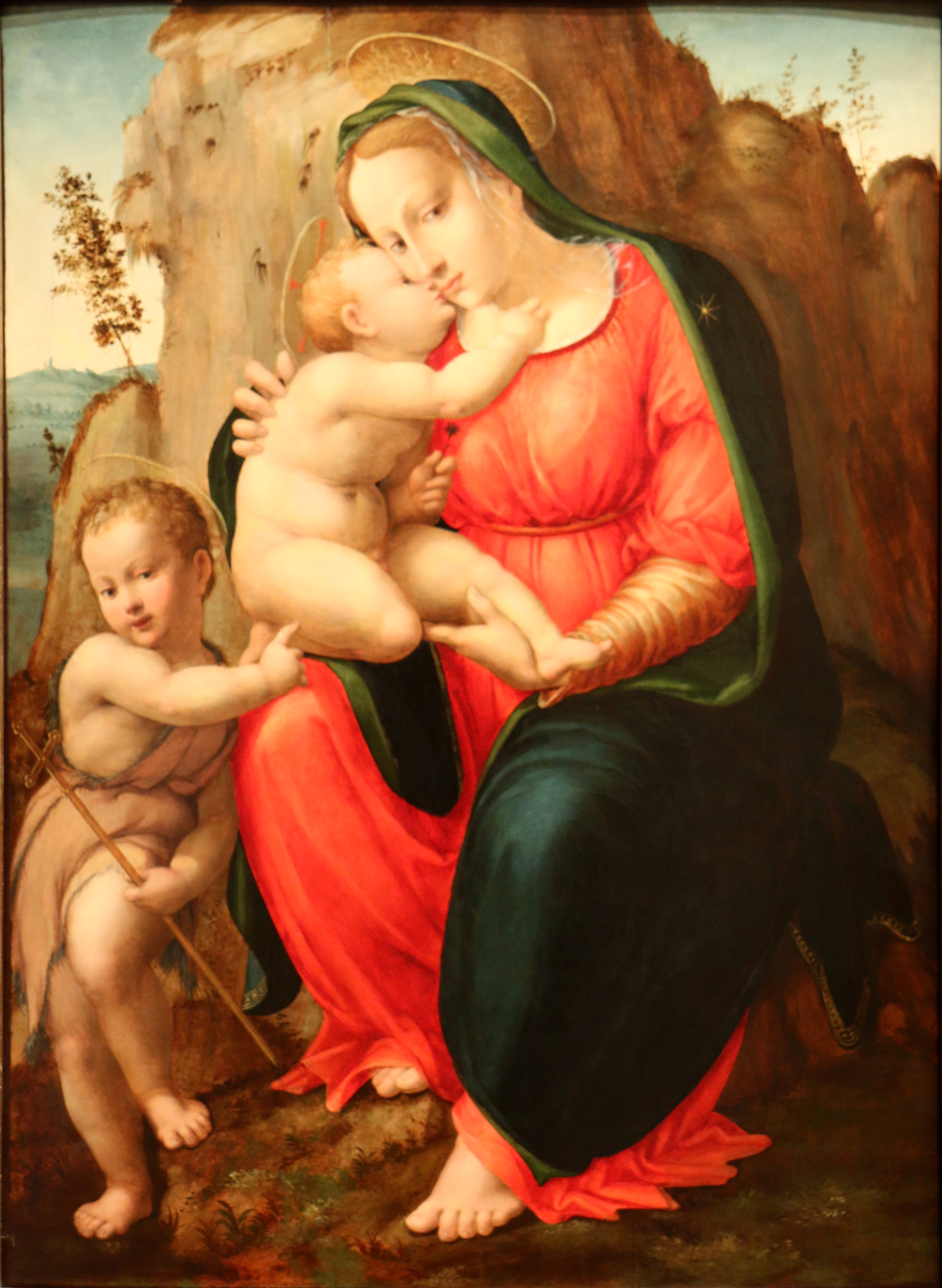
Francesco Granacci, La Vergine con il Bambino
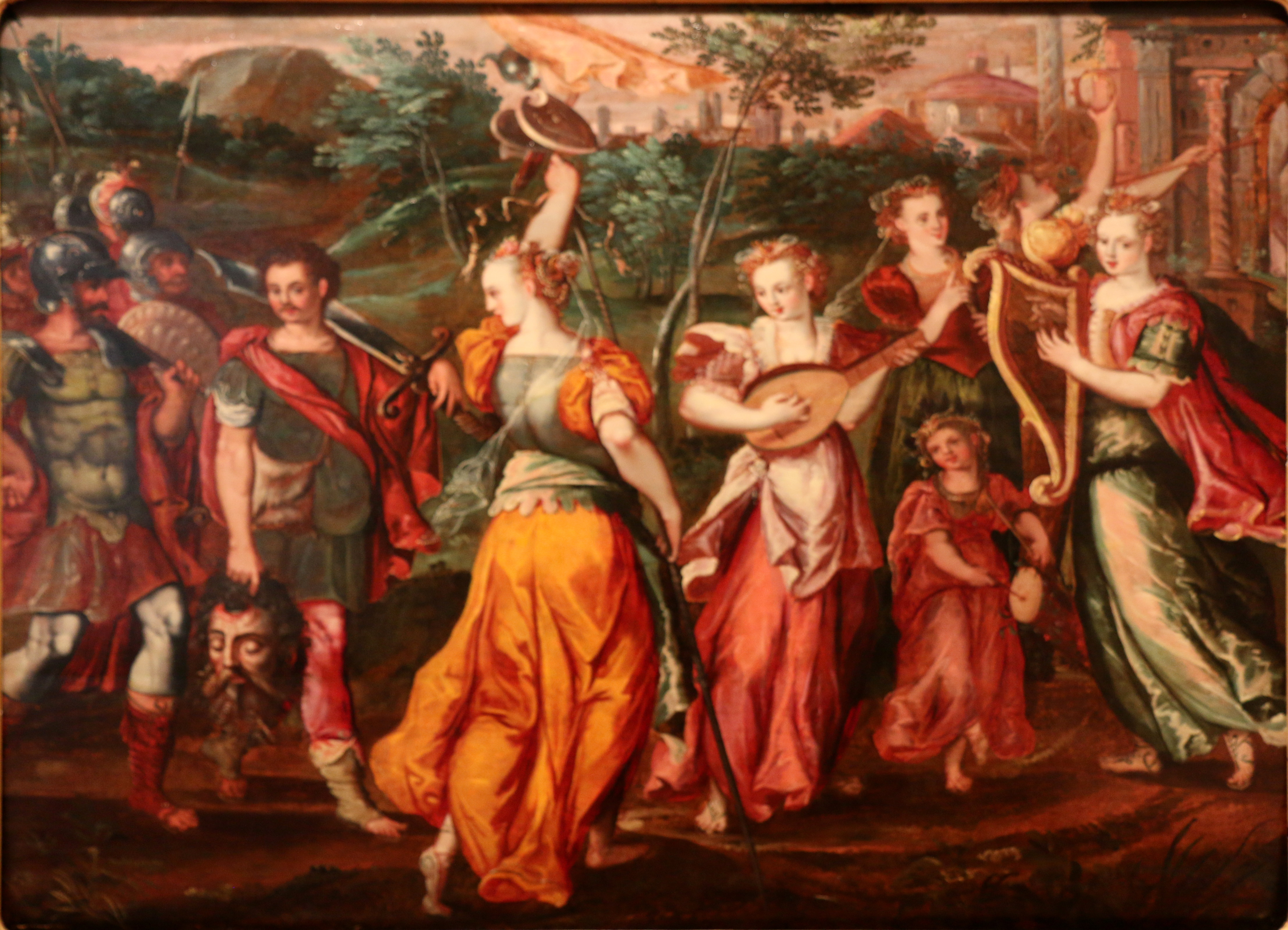
Maarten de Vos, Il trionfo di David

### Il Seicento
- Guillaume Courtois (Saint-Hippolyte, 1628 – Roma 1679): Le Roi Acab et le prophète Élie sur le Mont Carmel, olio su tela.[6]
- Scuola di Gaspard Dughet detto "Gaspard Poussin" (Roma 1615 – 1675): Paysage avec rivière, olio su tela.[2]
- Laurent Fauchier (Aix-en-Provence 1643 – 1672): Portrait d'un magistrat.[7]
- Giovanni Ghisolfi (Milano 1632 – 1683) (attribuito): Marine et architecture, olio su tela.[8]
- Francesco Graziani (Roma c.1560 - ?): Choc de Cavalerie, olio su tela.
- Gerrit van Honthorst (Utrecht 1590 – 1656), e scuola: Le Buveur, olio su tela.[9]
- Charles de La Fosse (Parigi 1636 – 1716) : Acis et Galathée
- Pascal de La Rose (Tolone 1665 – 1745): Chantier de constructions navales 1708.[10]
- Nicolas de Largillierre (Parigi 1656 - Parigi 1746): Portrait de femme en buste
- Meiffren Conte (Marsiglia c.1630 – c.1705): Vase en métal ciselé et riches étoffes.[11]
- Joseph Parrocel (Brignoles 1646 – Aix-en-Provence 1704): Le Cavalier et son guide.[12]
- Pierre Puget (Marsiglia 1620 – 1694): Galère tirant le canon, penna e inchiostro di China su velina.[13]
- Michel Serre (Tarragona 1658 – Marsiglia 1733): Bacchus et Ariane, olio su tela.[14] - Bacchus et Ariane lasciano l'isola di Naxos, olio su tela
- Massimo Stanzione (Orta di Atella 1585 – Napoli 1656): Le Christ à la colonne, olio su tela.[15]
- François de Troy (Tolosa 1645 – Parigi 1730): Portrait d'homme jouant avec son chien, olio su tela.[5]
- Christophe Veyrier (Trets 1637 – Tolone 1689)
- Jan Victors (Amsterdam 1620 – Indie olandesi 1676)

### Il Settecento
- Jean-Pancrace Chastel (Avignone 1726 – Aix-en-Provence 1793)
- Jean-Honoré Fragonard (Grasse 1753 – Parigi 1806): L'Amour embrasant l'Univers, olio su tela, c.1770.[16]
- Noël Hallé (Parigi 1711 – 1781)
- Jean Henry detto "Henry d’Arles" (Arles 1734 – Marsiglia 1784): Entrée de port,[17] - Marine pittoresque.[18]
- Simon Julien (Tolone 1735 – Parigi 1800) : Mort de Virginie, olio su tela,[19] - Autoportrait, olio su tela,[20] - Portrait de Laurent et Geneviève Declar - Triomphe d'Aurélien, olio su tela,[21] - Composition allégorique sur les arts, penna a inchiostro bruno, lumeggiature a tempera bianca su carta camoscio. - Moïse recevant les tables de la loi, acquaforte su carta.[22]
- Charles François Lacroix de Marseille (Marsiglia c.1700-1720 – Berlino 1782): Brume, olio su tela.[23]
- Honoré Revelly (attivo a Marsiglia dal 1756 al 1790): Portrait de Verdussen et de sa femme, olio su tela.[24]
- Hubert Robert (Parigi 1733 – 1808): Intérieur de monument - La porte de la Chapelle Sixtine
- Charles Amédée Philippe van Loo o la sua scuola, (Torino 1719 – Parigi 1795)
- Jean-Baptiste van Loo (Aix-en-Provence 1684 – 1745): Le Bain de Diane, olio su tela.[25]
- Jean Raoux (Montpellier 1677 - Parigi 1734): Jeune fille lisant
- Claude Joseph Vernet (Avignone 1714 – Parigi 1789): Le torrent, olio su tela.[26]
- Pierre-Jacques Volaire detto "Le Chevalier Volaire" (Tolone 1729 – Napoli 1799): La Cascade, olio su tela.[27] - Éruption du Vésuve, olio su tela.[28]
- Caspar van Wittel (Utrecht 1653 – Roma 1736)

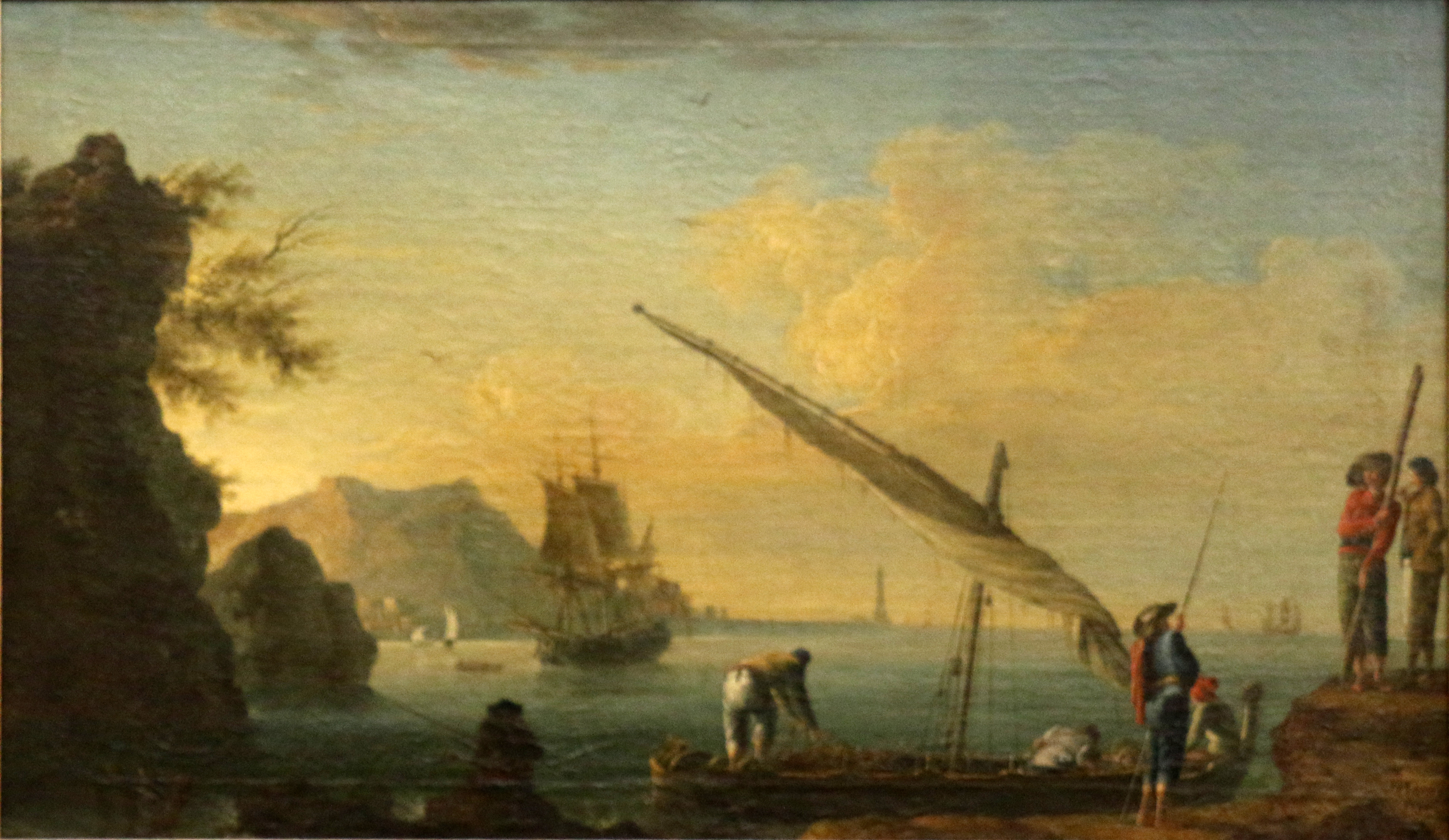
Henry d'Arles, Ingresso del porto
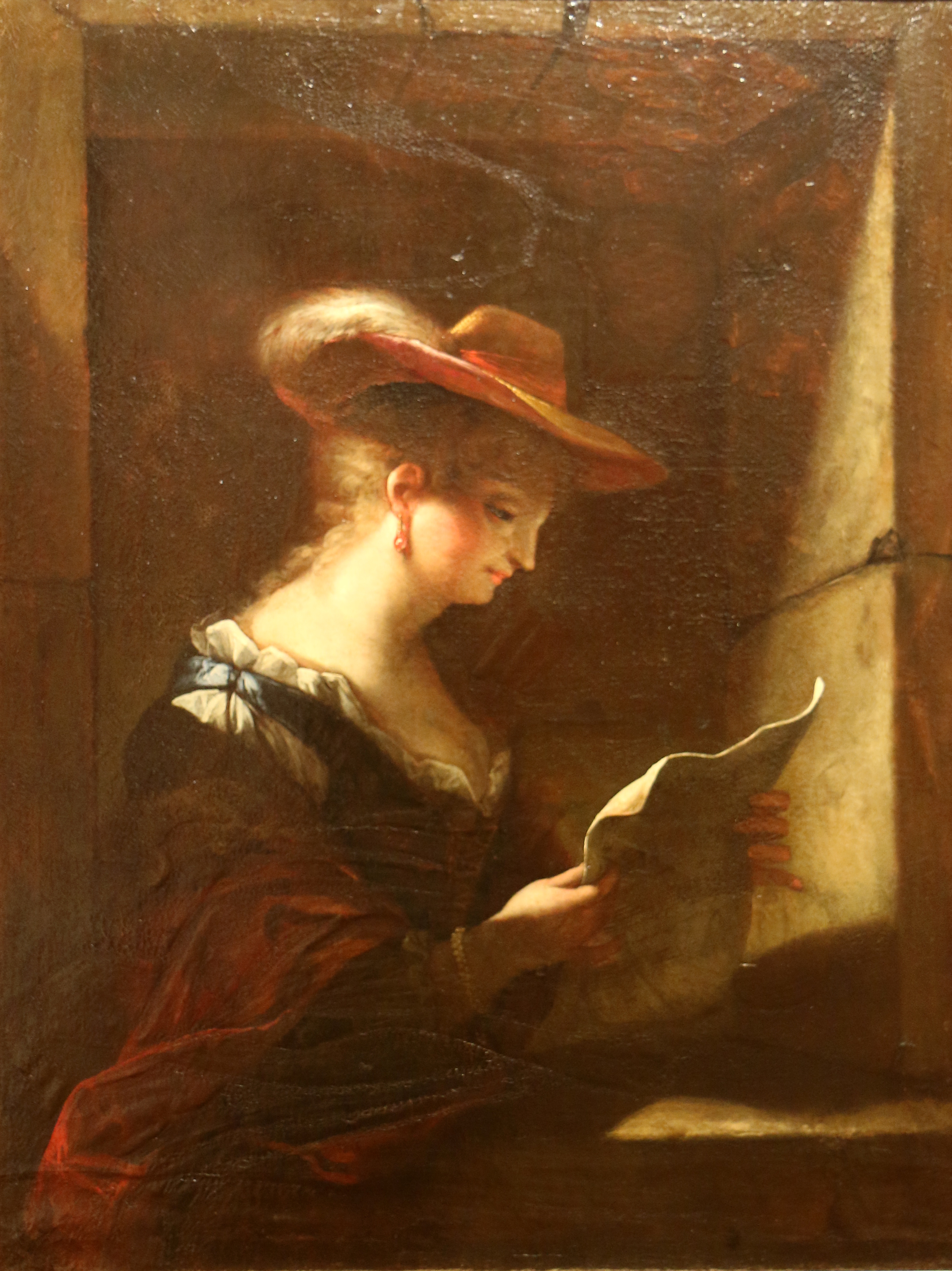
Jean Raoux, Giovane donna che legge
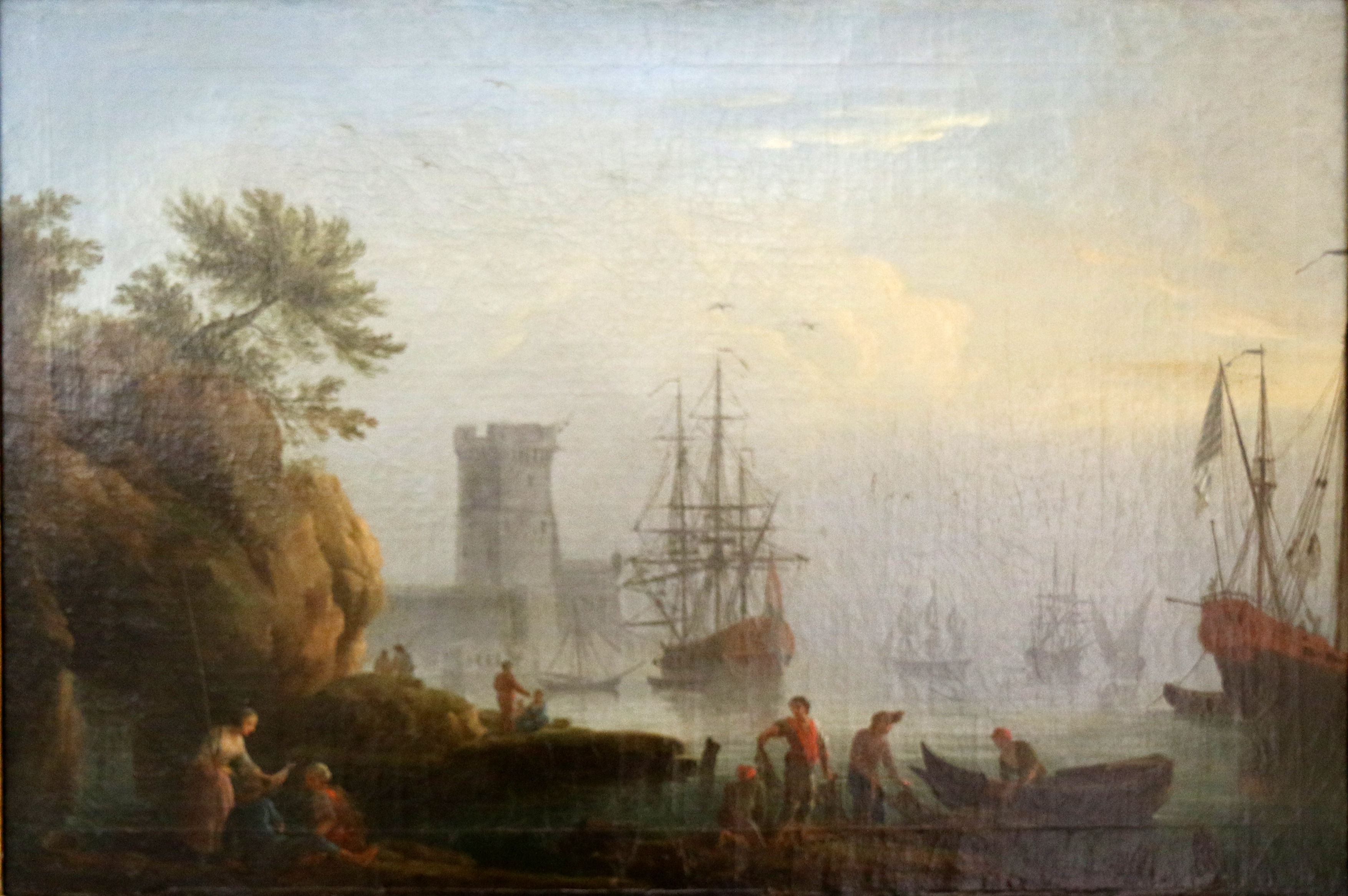
Charles François Lacroix de Marseille, Bruma del mattino

### L'Ottocento
- Auguste Aiguier (Tolone 1814 – La Garde 1865): Soirée d'automne aux Catalans, Marseille, olio su tela.[29] - Les Tamaris, rade de Toulon, olio su tela.[30] - Le passage pris à Riemay, olio su tela.
- Jean-Victor Bertin (Parigi 1767 – 1842): Paysage italien
- Albert Besnard (Parigi 1849 – 1934)
- Charles Adolphe Bonnegrace (Tolosa 1808 – Montmirail 1882): Jeune Femme en robe noire, olio su tela.[31] - Autoportrait, olio su tela.[32] - Portrait de M. Pons Peyruc, olio su tela.[33] - Portrait de M.me Pons Peyruc, olio su tela.[34]
- François Bonvin (Parigi 1817 – Saint-Germain-en-Laye 1887): Nature morte
- Fabius Brest (Marsiglia 1823 – 1900): Le Plan d'Aups
- Louis Carrand (Lione 1821 – 1899): Paysage, olio su legno
- Eugène Carrière (Gournay 1849 – Parigi 1906)
- Alfred Casile (Marsiglia 1848 – 1909): Bord de l'Escaut à Anvers, olio su tela.[35]
- Louis Cauvin (Tolone 1816 – 1900): Le Brusc, olio su tela.[36] - Les moines à la Sainte-Baume - Baie de Magaud, olio su tela.[37] - Retour de pêche aux Sablettes, acquarello.[38]
- Charles Ferdinand Ceramano (Tielt 1831- Barbizon 1909): Charlemagne et Roland au mont Ussy, olio su tela.
- Jules Chéret (Parigi 1836 - Nizza 1932): Femme à l'éventail, pastello su tela.[39]
- Camille Claudel (La Fère en Tardenois 1864 – Montfavet 1943)
- Louis-Joseph-Raphaël Collin (Parigi 1850 – Brionne 1916)
- Vincent Courdouan (Tolone 1810 – 1893): Le Combat du Romulus, olio su tela.[40] - Rade de Toulon, vue des Sablettes - La Vallée des angoisses, olio su legno.[41] - La Ponche à Saint-Tropez - Les bords de l'Argens - olio su tela.
- Eugène-Baptiste Emile Dauphin (Tolone 1857 – Parigi 1930): Les Sablettes, olio su tela.[42] - La Patache, olio su tela,[43] - Clair de lune, olio su tela. - La rade de Toulon,olio su tela.[44]
- Jacques-Louis David (Parigi 1748 – Bruxelles 1825): Portrait de Zénaïde et Charlotte Bonaparte, olio su tela.[45]
- Pierre-Joseph Dedreux-Dorcy (Parigi 1789 – Bellevue 1874): Jeune fille, olio su tela
- Alexandre Degoffe (Parigi 1805 – 1882)
- Gustave Doré (Strasburgo 1832 – Parigi 1883): Torrent de montagne, olio su tela,[46] - Paysage avec troupeau, olio su tela.
- Ernest Ange Duez (Parigi 1843 – Saint-Germain 1896)
- Francisque Duret (Parigi 1804 – 1865)
- Marius Engalière : Vue Générale de Grenade prise sur la route de Malaga, olio su tela.[47] Questo quadro è la replica in formato ridotto di quello presente nel Museo di belle arti di Marsiglia.
- Octave Gallian (Tolone 1855 - Parigi 1918): Femme à la sellette - Jeune fille assise au Mourillon - Portrait de Marie Chabaud
- Gustave Garaud (Tolone 1844 - Nizza 1914): Bord de rivière, olio su tela.[48]
- Joseph Garibaldi (Marsiglia 1863 – 1941): Port de Sanary
- Pierre François Eugène Giraud (Parigi 1806 – 1881): Danseuse au Caire
- Cyprian Godebski (Méry-sur-Cher 1835 – Parigi 1909)
- François Marius Granet (Aix-en-Provence 1775 – 1849)
- Prosper Grésy (Boulogne-sur-Mer 1804 – Nizza 1874): Paysage avec lavandières
- Jean-Baptiste Paulin Guérin (Tolone 1783 – Parigi 1855): Portrait de Madame Guérin - Portrait de Madame Guérin, jeune fille - Portrait de la femme de l'artiste - Portrait d'Isabelle Guérin - Anchise et Vénus, ou les amours de Pâris et Hélène, olio su tela.[49]
- Lange Guglielmo (Tolone 1839 - ?)
- Paul Guigou (Villars 1834 – Parigi 1871): Bords de l'Arc
- Hans-Joseph Harpignies (Valenciennes 1819 – Saint-Privé 1916): Paysage provençal, olio su legno
- Jules Laurens (Carpentras 1825 - 1901): Village fortifié de Lasguirt dans le Korassan (1863), olio su tela,[50]
- Jean-Jacques Le Barbier (Rouen 1738 - Parigi 1826): Portrair de Madame Roland
- Adolphe Pierre Leleux (Parigi 1812 – 1891)
- Pierre-Adrien-Pascal Lehoux (Parigi 1844 - Parigi 1896): En déroute, olio su tela,[51]
- Émile Loubon (Aix-en-Provence 1809 – Marsiglia 1863): Retour de troupeau - La route de Nice à Marseille
- Georges Michel (Parigi 1763 – 1843)
- Frédéric Montenard (Parigi 1849 – Besse-sur-Issole 1926): Joutes au port de Toulon, olio su tela.[52] - Le Port-Marchand de Toulon, olio su tela.[53]
- Adolphe Joseph Thomas Monticelli (Marsiglia 1824 – 1886): Psyché distribuant des bijoux à ses sœurs, olio su tela.[54] - Scène de parc
- François Nardi (Nizza 1861 – Tolone 1936): La rade de Toulon, effet de mistral, olio su tela.[55] - Tartane rouge au fond du port et quai de la consigne, olio su tela
- Jean-Baptiste Olive (Marsiglia 1848 – Parigi 1936): Calanque d'En-Vau
- Isidore Patrois (Noyers 1815 - Parigi 1884): Le Printemps de la Vie, Jeunes Filles russes, olio su tela.[56]
- Paulin Bertrand (Tolone 1852 – La Garde 1940): Les pins penchés à Carqueiranne - Napolitaine au tambour basque
- Jean Pezous (Tolone 1815 – Parigi 1885): Interrogatoire de police, carboncino a rilievo di gesso bianco su carta camoscio.[57] - La partie de dames, olio su pannello - Cavaliers jouant aux cartes, olio su cartone
- Raphaël Ponson (Solliès-Pont 1835 – Marsiglia 1904): Sous-bois à Sainte-Marguerite - Le retour des pêcheurs, olio su tela.
- Antoine Claude Ponthus-Cinier (Lione 1812 - 1885): Paysage avec cascade, olio su tela
- François-Auguste Ravier (Lione 1814 – Morestel 1895)
- Jean-Charles-Joseph Rémond (Parigi 1795 – 1875): Les sources de Royat
- Théodule Ribot (St-Nicolas-d’Attez 1823 – Colombes 1891): Nature morte, olio su tela.[58]
- Auguste Rodin (Parigi 1840 – Meudon 1917)
- Camille Roqueplan (Mallemort 1803 – Parigi 1855): Coup de vent et diligence (1839), olio su tela
- Adélaïde Salles-Wagner (Dresda 1825 - Parigi 1890): Sainte Madeleine bercée par les anges (1868), olio su tela.[59]
- Charles de Tournemine (Tolone 1812 – 1872): Rue conduisant au bazar à Chabran-el-Kébir, olio su tela.[60]
- Hendrick Voogd (Amsterdam 1766 o 1767 – Roma 1839): Paysage d'Italie, olio su tela
- Félix Ziem (Beaune 1821 – Parigi 1911): Effet de soleil à Venise, olio su tela.[61] - Venise, Notre-Dame de la Salute, olio su tela.[62] - Le Bucentaure, olio su tela.[63] - Bords du Bosphore, olio su tela.[64] - Bord de mer - L'église des Gesuati, La Giudecca, olio su tela

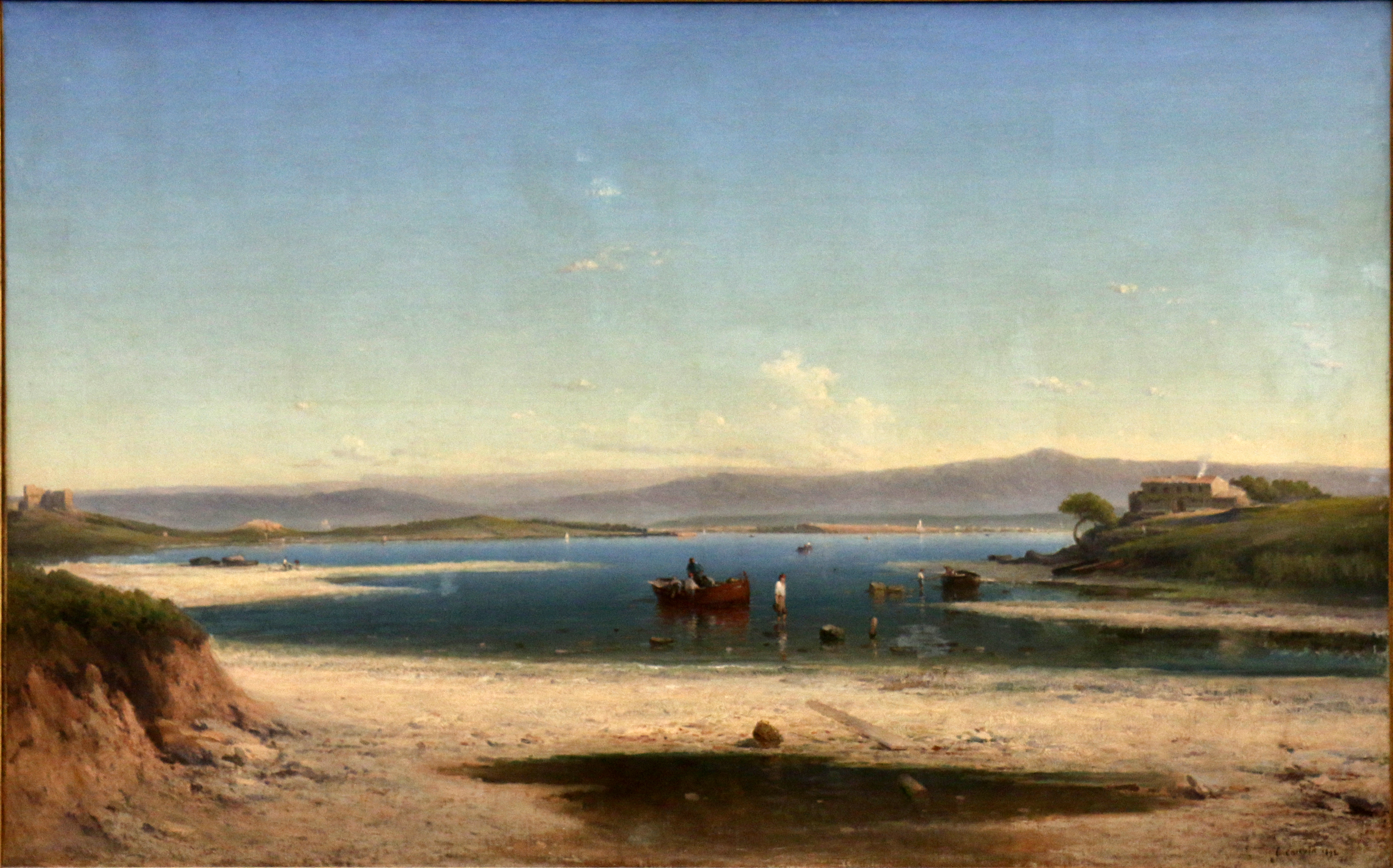
Louis Chauvin, Le Brusc
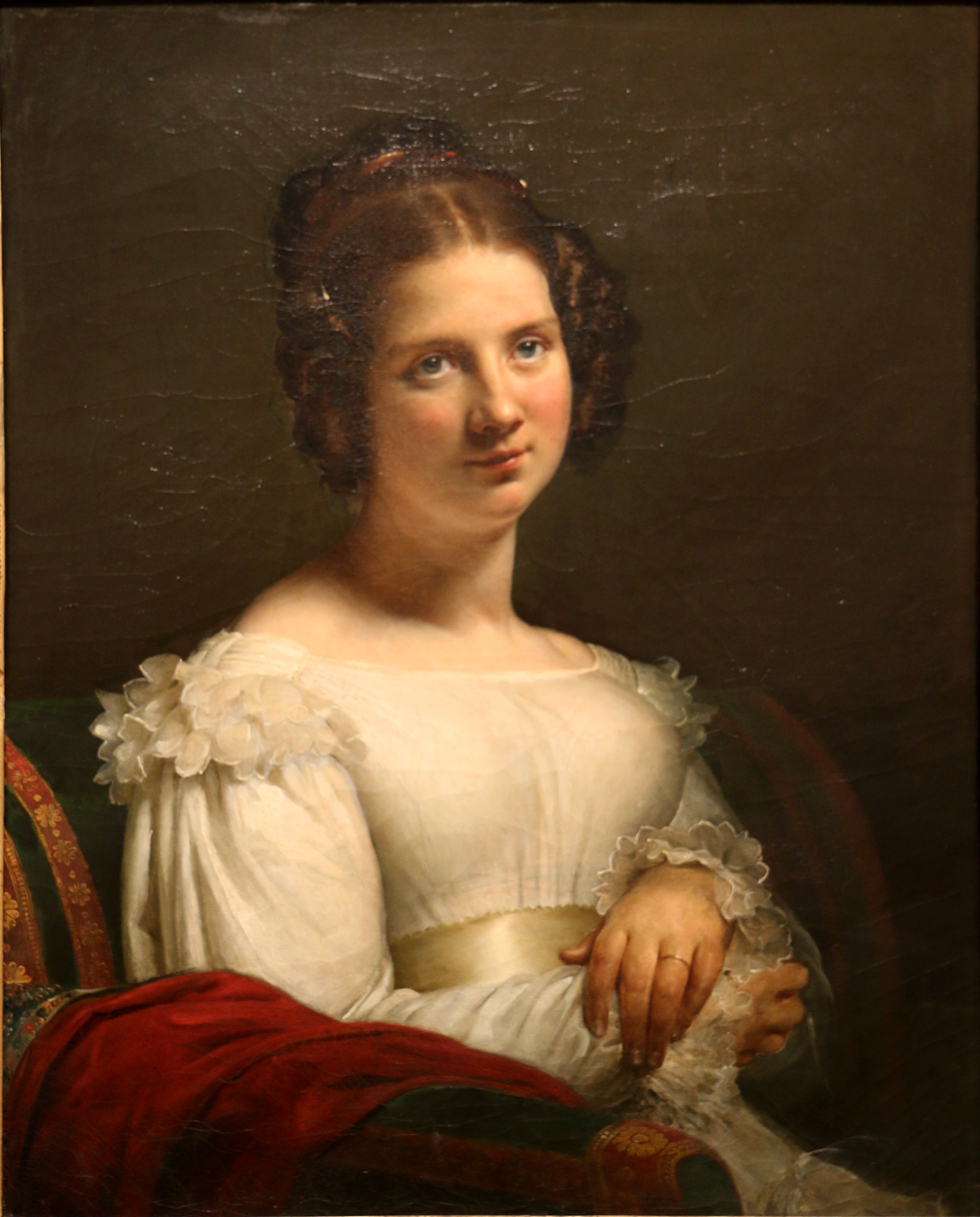
Jean-Baptiste Paulin Guérin, Ritratto della moglie dell'artista
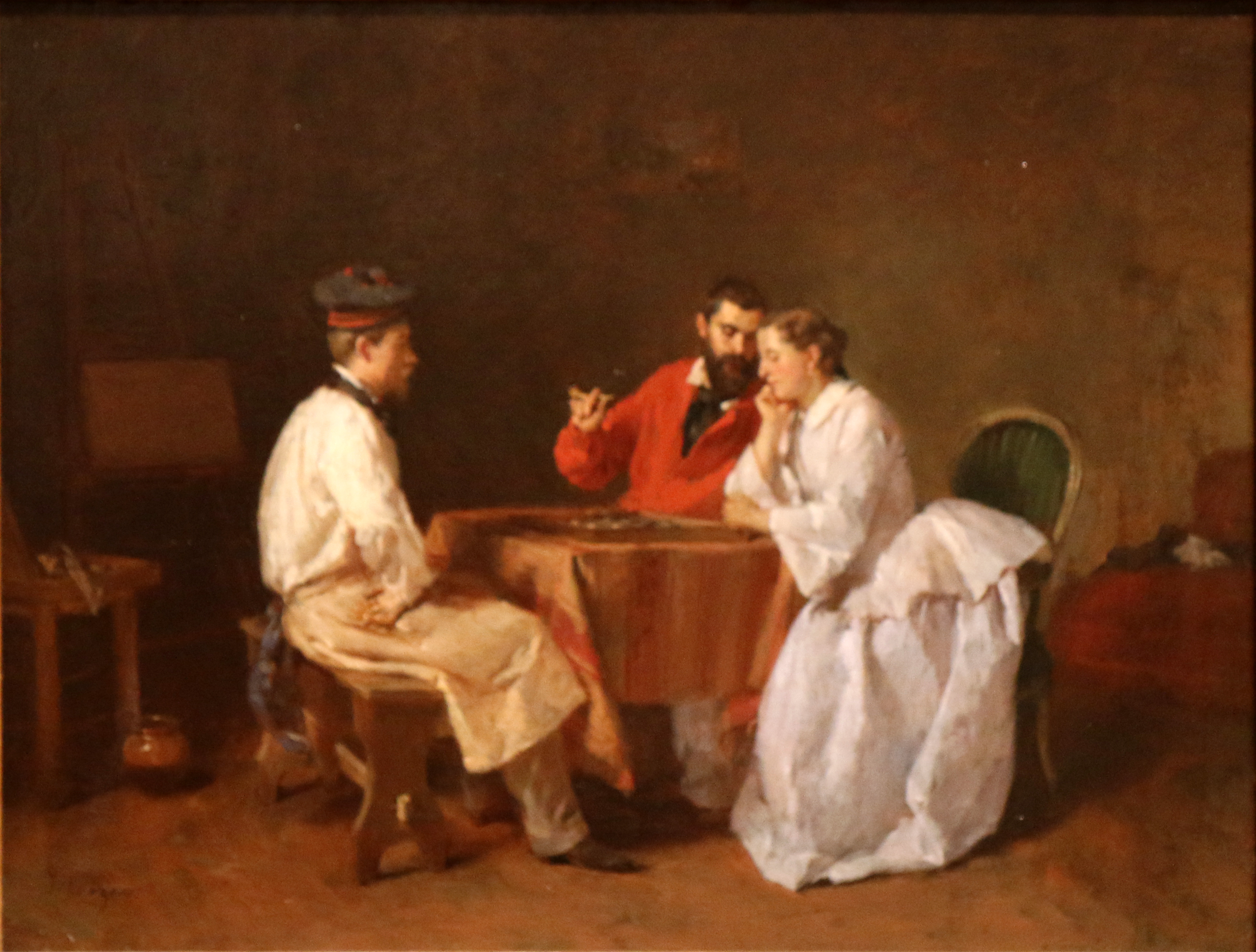
Jean Pezous, La partita delle signore
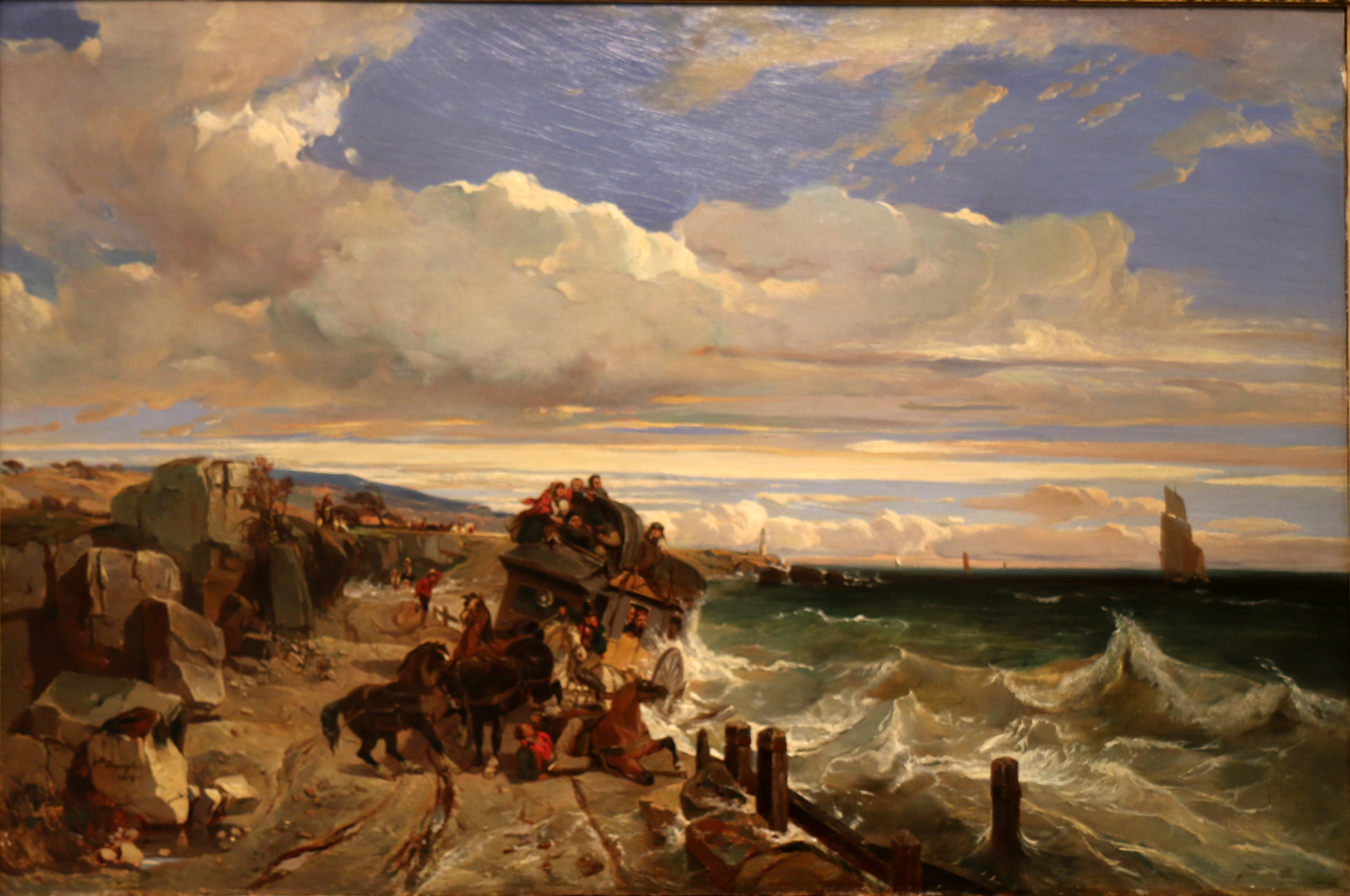
Camille Roqueplan, Colpo di vento e diligenza

### Il Novecento
- Yvette Alde (Parigi 1911 - 1966)
- Gabriel Amoretti (Tolone 1861 – La Valette 1947): Berger et troupeau, olio su tela,[65] - La vieille darse à Toulon, disegno a inchiostro nero su carta bruna.[66]
- Eugène Baboulène (Tolone 1905 – 1994)
- Maurice Bouviolle (Beauvais 1983 – Marsiglia 1971)
- Charles Camoin (Marsiglia 1879 – Parigi 1965): Paysage du Cap-Brun aux grands pins, olio su tela.[67] - Tartanes à quai à Saint-Tropez, olio su tela.[68]
- Auguste Chabaud (Nîmes 1882 – Graveson 1955): La corniche à Marseille, disegno con matite colorate su carta.[69] - L'étang de Berre, olio su cartone.[70]
- Pierre Deval (Lione 1897 – La Valette 1993)
- Willy Eisenschitz (Vienna 1889 – Parigi 1974)
- Auguste Herbin (Quievy 1882 – Parigi 1960)
- Moïse Kisling (Cracovia 1891 – Sanary-sur-Mer 1953): Le Port de Toulon
- Alfred Lombard (Marsiglia 1884 – Tolone 1973)
- Henri Mauguin (Parigi 1874 – Saint-Tropez 1949)
- Émile-René Ménard (Parigi 1862 – 1930): Aigues-Mortes, olio su tela.[71] - Paysage de Provence o Bormes-les-Mimosas, olio su tela[72] - Le Marais des Lecques, olio su tela - Le Temple de Kerdasa, olio su tela - Hylas, pastello su cartone.[73]
- Louis Nattero (Tolone 1875 – Martigues (?) 1915): La Patache dans le port de Toulon
- Léon Sabatier (Tolone 1891 – 1965)
- René Seyssaud (Marsiglia 1867 – Saint-Chamas 1952)
- Louis Valtat (Dieppe 1869 – Parigi 1952)
- Louis-Mathieu Verdilhan (Saint-Gilles-du-Gard 1875 – Marsiglia 1928): Littoral Varois, olio su tela.[74] - Village de Provence, olio su tela,[75] - Coin de parc, olio su tela,[76] - Paysage, Aix-en-Provence

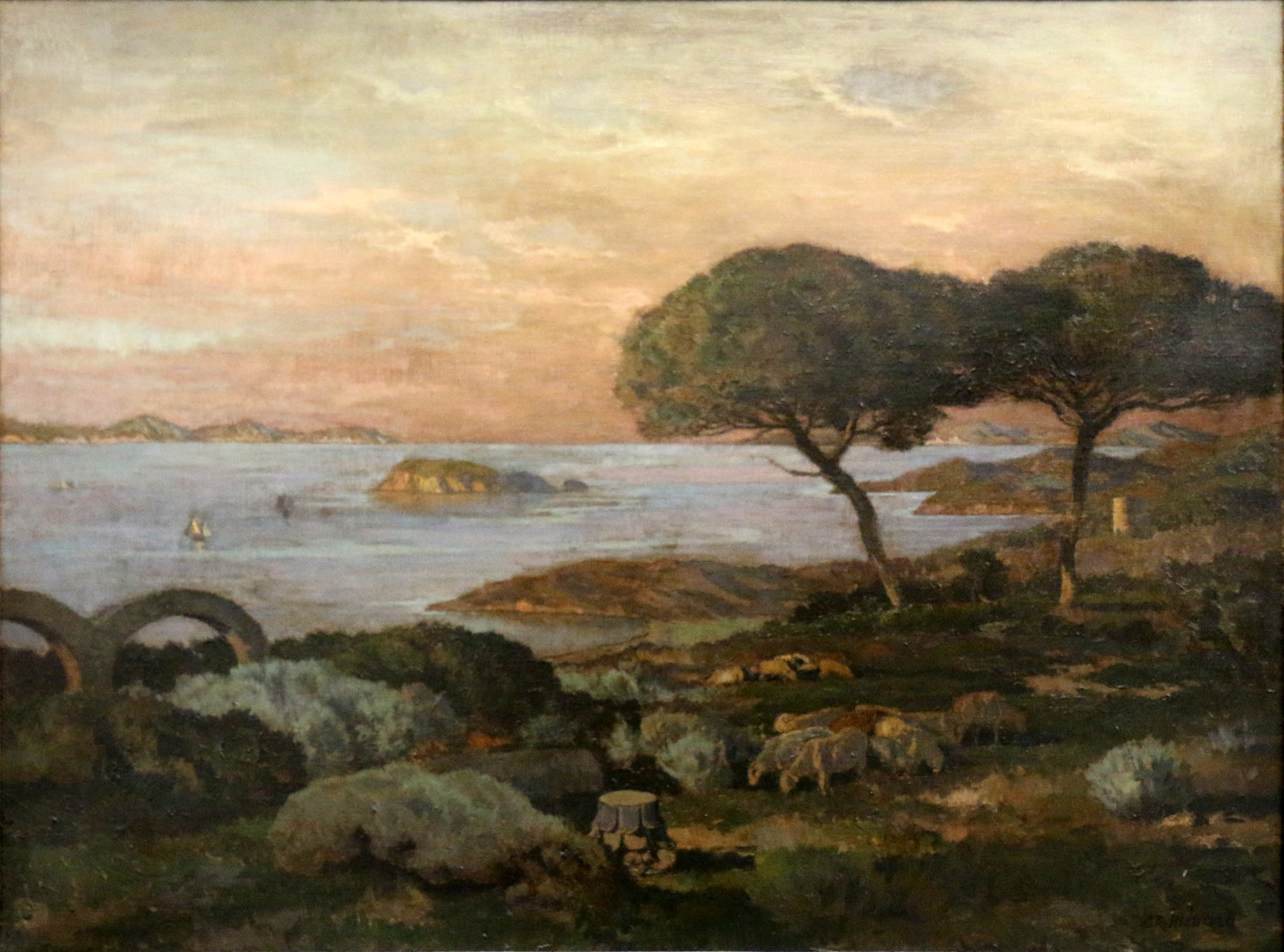
Émile-René Ménard, Bormes-les-Mimosas
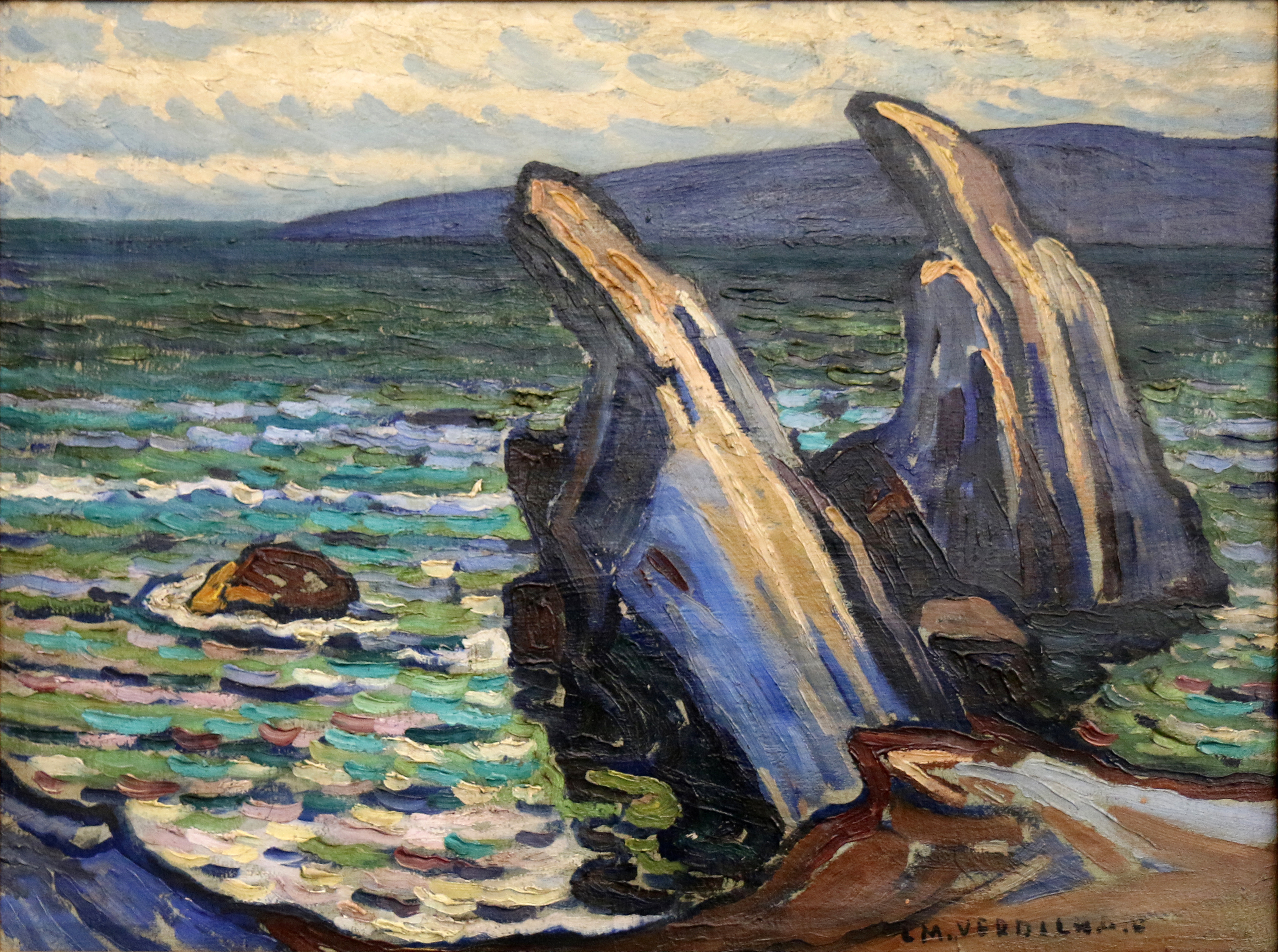
Louis-Mathieu Verdilhan, Litorale del Var

### Dal 1960
- Jean-Michel Alberola (Saïda, Algeria 1953)
- Arman (Nizza, 1928 – New York, 2005)
- François Arnal (La Valette-du-Var, 1924)
- Georges Autard (Cannes, 1951)
- Armand Avril (Lione, 1926)
- Élisabeth Ballet (Cherbourg, 1957)
- Template:Lien (Lüneburg, 1949)
- Robert Barry (New York, 1936)
- Connie Beckley (Pennsylvania,  Stati Uniti) 1951)
- Vincent Bioulès (Montpellier, 1938)
- Jean-Charles Blais (Nantes, 1956)
- Rémi Blanchard (Nantes, 1958 – Parigi, 1993)
- François Boisrond (Boulogne-Billancourt, 1959)
- Christian Boltanski (Parigi, 1944)
- Phyllis Bramson (Madison, Stati Uniti, 1941)
- Marcel Broodthaers (Saint-Gilles, Belgio, 1924 – Colonia, Germania, 1976)
- Georges Buchin (Pau, 1929)
- Pierre Buraglio (Charenton, 1939)
- Daniel Buren (Boulogne-Billancourt, 1938)
- Louis Cane (Beaulieu-sur-Mer, 1943)
- Luciano Castelli (Lucerna, 1951)
- César (Marsiglia, 1921 – Parigi, 1998)
- Louis Chacallis (Algeri, 1943)
- Isabelle Champion Métadier (Tours, 1947)
- Christo (Gabrovo Bulgari, 1935) e Jeanne-Claude (Casablanca, 1935 - New York, 2009)
- Jean Clareboudt (Lione, 1944 – Istanbul, 1997)
- Robert Combas (Lione, 1957)
- Olivier Debré (Parigi, 1920 – 1999)
- Jean Degottex (Sathonay, 1918 – Parigi, 1988)
- Didier Demozay (Clécy, 1950)
- Gérard Deschamps (Lione, 1937)
- Daniel Dezeuze (Alès, 1942)
- Hervé Di Rosa (Sète, 1959)
- Noël Dolla (Nizza, 1945)
- François Dufrêne (Parigi, 1930 – 1982)
- René Duvillier (Oyonnax, 1919 – Parigi, 2002)
- Philippe Favier (Saint-Étienne, 1957)
- Robert Filliou (Sauve, 1926 – Les Eyzies, 1987)
- Joël Fisher (Salem, Stati Uniti, 1947)
- Dan Flavin (New York, 1933 – 1996)
- Lucio Fontana (Rosario de Sante-Fe, Argentina, 1899 – Comabbio, 1968)
- Anne Français (Châtenois, 1909 – Parigi, 1995)
- Bernard Frize (Saint-Mandé, 1954)
- Dominique Gauthier (Parigi, 1953)
- Ron Gorchov (Chicago, 1930)
- Toni Grand (Gallargues-le-Montueux, 1935 – Mouriès, 2005)
- Simon Hantaï (Bia, Ungheria, 1922 – Parigi, 2008)
- Don Hazlitt (Stockton, Stati Uniti, 1948)
- Douglas Huebler (Ann Arbor, Stati Uniti, 1924 – Truro, Stati Uniti, 1997)
- Donald Judd (Excelsior Spring, Stati Uniti 1928 – New York, 1994)
- Ladislas Kijno (Varsavia, 1921)
- Peter Klasen (Lubecca, 1935)
- Yves Klein (Nizza, 1928 – Parigi, 1962)
- Denis Laget (Valence, 1958)

- Patrick Lanneau (Tours, 1951)
- Terence La Noue (Hammond, Stati Uniti, 1941)
- Jean-Pierre Le Boul'ch (Tolone, 1940 – Parigi, 2001)
- Jean Le Gac (Alès, 1936)
- Sol LeWitt (Hartfort, Stati Uniti, 1928 – New York, 2007)
- Richard Long (Bristol, 1945)
- Tony Long (Brockton, 1942 – Parigi, 2001)
- Robert Malaval (Nizza, 1937 – Parigi, 1980)
- François Martin (Parigi, 1945)
- Jean-Michel Meurice (Lilla, 1938)
- Helmut Middendorf (Dinklage, 1953)
- Antoni Miralda (Tarrasa Spagna, 1942)
- François Morellet (Cholet, 1926)
- Olivier Mosset (Berna, 1944)
- Brigitte Nahon (Nizza, 1960)
- Dennis Oppenheim (Electric City, 1938)
- Bernard Pagès (Cahors, 1940)
- Jean-Luc Parant (Mégrine Tunisia, 1944)
- Michel Parmentier (Parigi, 1938 – 2000)
- Anne-Marie Pêcheur (Nizza, 1950)
- Jean-Pierre Pincemin (Parigi, 1944 – Arcueil, 2005)
- Serge Plagnol (Tolone, 1951)
- Sigmar Polke (Oels, 1941)
- Louis Pons (Marsiglia, 1927)
- Jean-Marie Poumeyrol (Libourne, 1946)
- Markus Raetz (Büren an der Aare, Svizzera, 1941)
- Arnulf Rainer (Baden, Austria, 1929)
- Jean-Pierre Raynaud (Courbevoie, 1939)
- Martial Raysse (Golfe-Juan, 1936)
- Gerhard Richter (Dresda, 1932)
- Ulrich Rückriem (Düsseldorf, 1938)
- Niki de Saint-Phalle (Neuilly-sur-Seine, 1930 – San Diego, 2002)
- Wolffgang Cilarz detto Salomé (Karlsruhe, 1954)
- Patrick Saytour (Nizza, 1935)
- Dorothée Selz (Parigi, 1946)
- Daniel Spoerri (Galati, 1930)
- Pat Steir (Newark, 1940)
- Michelle Stuart (Los Angeles, 1938)
- Hervé Télémaque (Port-au-Prince, 1937)
- Niele Toroni (Muralto, Svizzera, 1937)
- Gérard Traquandi (Marsiglia, 1952)
- Daniel Tremblay (Sainte-Christine-en-Mauges, 1950 – Angers, 1985)
- Gerard Pieter detto Ger van Elk (Amsterdam, 1941)
- Philippe Venin-Bernard (Issoudun, 1960 – Parigi, 1995)
- Claude Viallat (Nîmes, 1936)
- Jacques Villeglé (Quimper, 1926)
- Jean-Luc Vilmouth (Creutzwald, Mosella, 1952)
- Jan Voss (Amburgo, 1936)
- Lawrence Weiner (New York, 1940)
- Hugh Weiss (Filadelfia, 1925 - Parigi, 2007)
- Franz West (Vienne, 1947)
- Dorothee von Windheim (Volmerdingsen, 1945)
- Bill Woodrow (Henley, 1948)
- Bernd Zimmer (Planneg, 1948)

### La collezione fotografica
- Paul Almasy (Budapest, 1906 – Jouars-Pontchartrain, 2003)
- Pierre-Jean Amar (Algeri, 1947)
- Marinus Boezem (Leerdam, Paesi Bassi, 1934)
- Édouard Boubat (Parigi, 1923 – Montrouge, 1999)
- Denis Brihat (Parigi, 1928)
- Ernest Brulé (Achery, 1904 – Amiens, 1994)
- Victor Burgin (Sheffield, 1941)
- Jean-Marc Bustamante (Tolosa, 1952)
- Henri Cartier-Bresson (Chanteloup, 1908 – Montjustin, 2004)
- Jean-Philippe Charbonnier (Parigi, 1921 – Grasse, 2004)
- Lucien Clergue (Arles, 1934)
- Jean Dieuzaide (Grenade-sur-Garonne, 1921 – Tolosa, 2003)
- Robert Doisneau (Gentilly, 1912 – Parigi, 1994)
- Walker Evans (St-Louis, 1903 – New Haven, 1975)
- Bernard Faucon (Apt, 1950)
- Gisèle Freund (Berlino, 1912 – Parigi, 2000)
- Julie Ganzin (Marsiglia, 1963)
- Jean-Claude Gautrand (Sains-en-Gohelle, 1932)
- Jochen Gerz (Berlino, 1940)
- Gilbert e George (San Martino d’Abbia, 1943 - Totnes, 1942)
- François Hers (Bruxelles, 1943)
- Peter Hutchinson (Londra, 1932)

- André Kertész (Budapest, 1894 – New York, 1985)
- Jacques-Henri Lartigue (Courbevoie, 1894 – Nizza, 1986)
- Urs Lüthli (Lucerna, 1947)
- Man Ray (Filadelfia, 1890 – Parigi, 1976)
- Françoise Nuñez (Tolosa, 1957)
- Dennis Oppenheim (Electric City, 1938)
- Marc Pataud (Parigi, 1952)
- Bernard Plossu (Dalat Vietnam, 1945)
- Arnulf Rainer (Baden, Austria 1929)
- Marc Riboud (Lione, 1923)
- Sophie Ristelhueber (Parigi, 1949)
- Willy Ronis (Parigi, 1910 – 2009)
- Georges Rousse (Parigi, 1947)
- Jeanloup Sieff (Parigi, 1933 – Parigi, 2000)
- Edward Steichen (Bivange, Lussemburgo, 1879 – West Redding, Stati Uniti, 1973)
- Jean-Pierre Sudre (Parigi, 1921 – Aix-en-Provence, 1997)
- Hélène Théret (Cabourg, 1932)
- Rachel Théret (Carmaux, 1935)
- Patrick Tosani (Boissy-l’Aillerrie, 1954)
- Georges Tourdjman (Casablanca, 1935)
- Beatrix Von Conta (Kaiserslautern, 1949)

### Le esposizioni
Lo scarso spazio disponibile per le esposizioni (solamente 3 sale accessibili al pubblico) non permette di valorizzare compiutamente la ricchezza attuale delle collezioni.

Oggi, dunque, nessuna sala è destinata ad una presentazione stabile di elementi del patrimonio. Il museo, pertanto, espone le sue opere a rotazione, in occasione di esposizioni tematiche e in alternanza con mostre temporanee annuali che vengono realizzate affiancando opere del patrimonio ad opere prestate da altri musei.
Ultime mostre:
- 2009 (14 novembre – 21 febbraio 2010): Paysage-Vidéo (con opere-video di Miguel Chevalier, Ori Gersht, Clare Langan, Ange Leccia, Tania Mouraud).
- 2009 (Maggio–novembre): Arte contemporanea (dalle collezioni permanenti).
- 2007 : Dialogo con le collezioni.
- 2007 : Il museo rivela le sue collezioni.
- 2006 : Pierre Buraglio… des bleus.
- 2006 : Il porto di Tolone, la rada e i suoi dintorni. Sezione I e II.
- 2005 : Il ritratto nelle collezioni.
- 2005 : Paesaggio dipinto e paesaggio fotografato (collezioni permanenti).
- 2005 : Jean-Pierre Le Boul’ch – Retrospettiva.
- 2004 : I nostri liberatori. Il luogo delle truppe coloniali nello sbarco in Provenza.
- 2004 : Maria Maddalena contemporanea.
- 2004 : Dupin – Hébréard – Triger
- 2003 (1 febbraio – 4 maggio): L'Uomo e il suo ambiente nell'Antichità, 1000 anni di sfruttamento delle risorse naturali nel Var (IV sec. a.C. – VI sec. d.C.).
- 2003 (1 febbraio – 23 maggio): Panorama sulle riserve.
- 2003 (3 aprile – 6 maggio): Corrispondenze, Jean-Noël László e Gérard Cartier. Esposizione urbana.
- 2002 (Marzo - settembre): Uno sguardo sulle collezioni.
- 2002 (25 maggio): Pittura e moda, collezione estate 2002. Isabelle Agnel Gouzy e degli artisti plastici contemporanei. (Georges Autard, Nicole Benkemoun, Olivier Bernex, Colette Cauvin, Régine Coulomb, Raoul Hébrard, Piotr Klemensiewicz, Sophie Menuet, Serge Plagnol, Jean-Jacques Surian, Solange Triger).
- 2002 (17 giugno – 29 settembre): Sopetto di "Nostalgérie" / L'Algeria vista da alcuni pittori (proprietà Marcel Philibert, collezioni permanenti, gallerie Estades).
- 2002 (21 giugno – 20 ottobre): Henry Comby, opere dal 1952 al 2002.
- 2001-2002 (autunno-inverno): Beatrix Von Conta - La scorza del tempo.
- 2001 (29 giugno – 4 novembre): Willy Eisenschitz.
- 2000 (27 ottobre  – 4 febbraio 2001): Vincent Courdouan.

## Galleria d'immagini

### Cinquecento - Seicento - Settecento

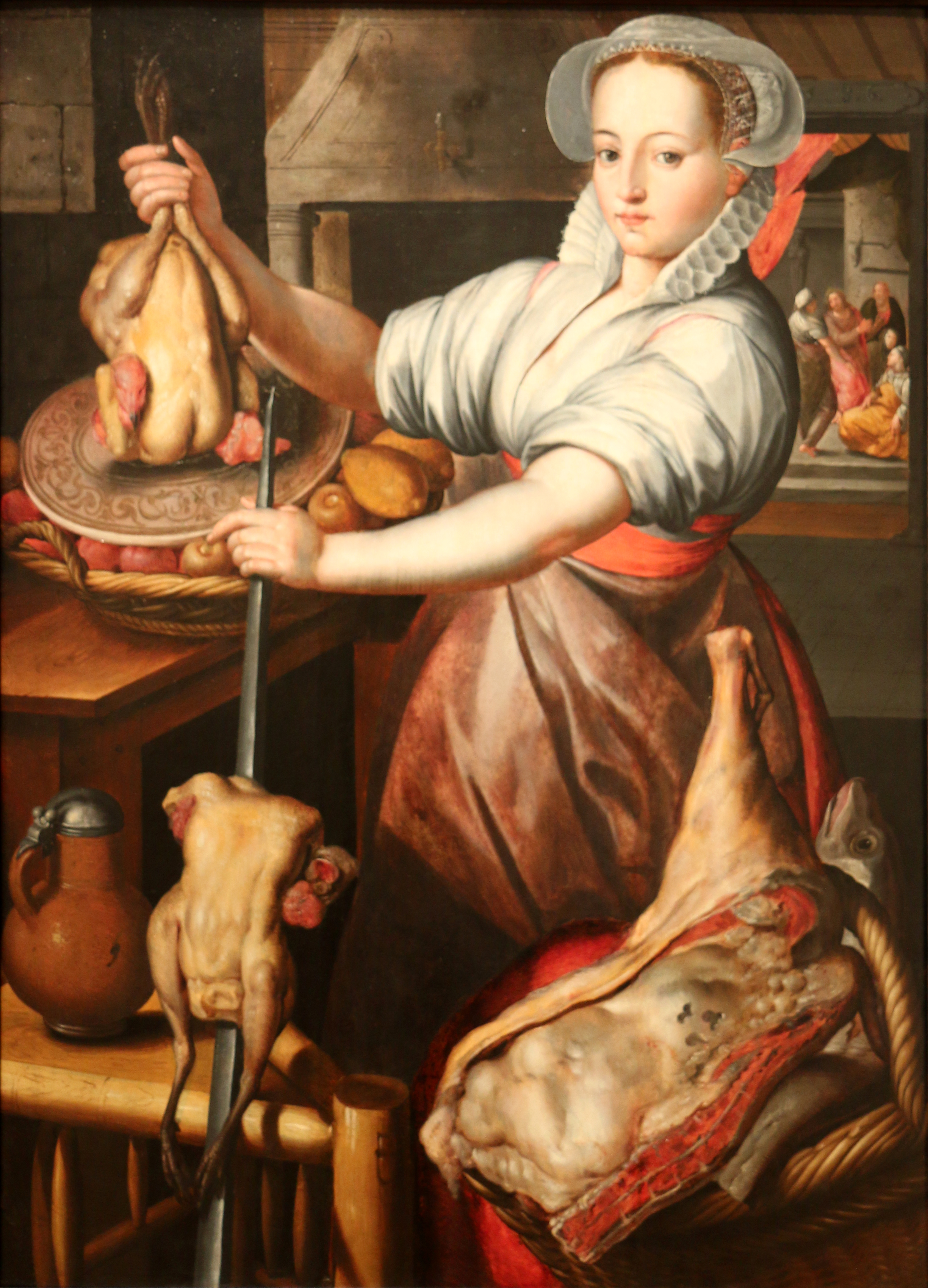
Joachim Bueckelaer, Santa Marta prepara l'ultimo pasto di Gesù
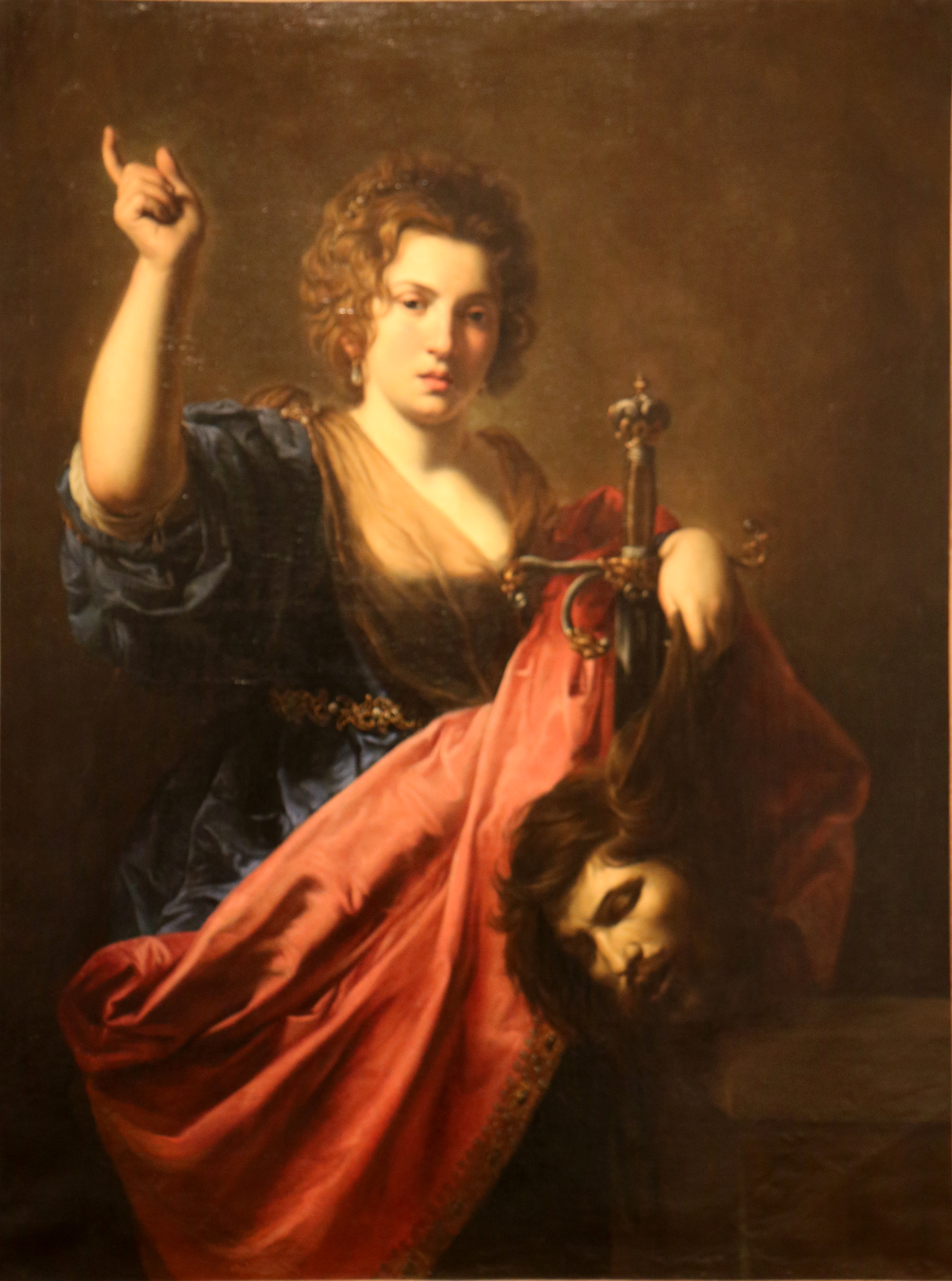
Valentin de Boulogne, Giuditta e Oloferne
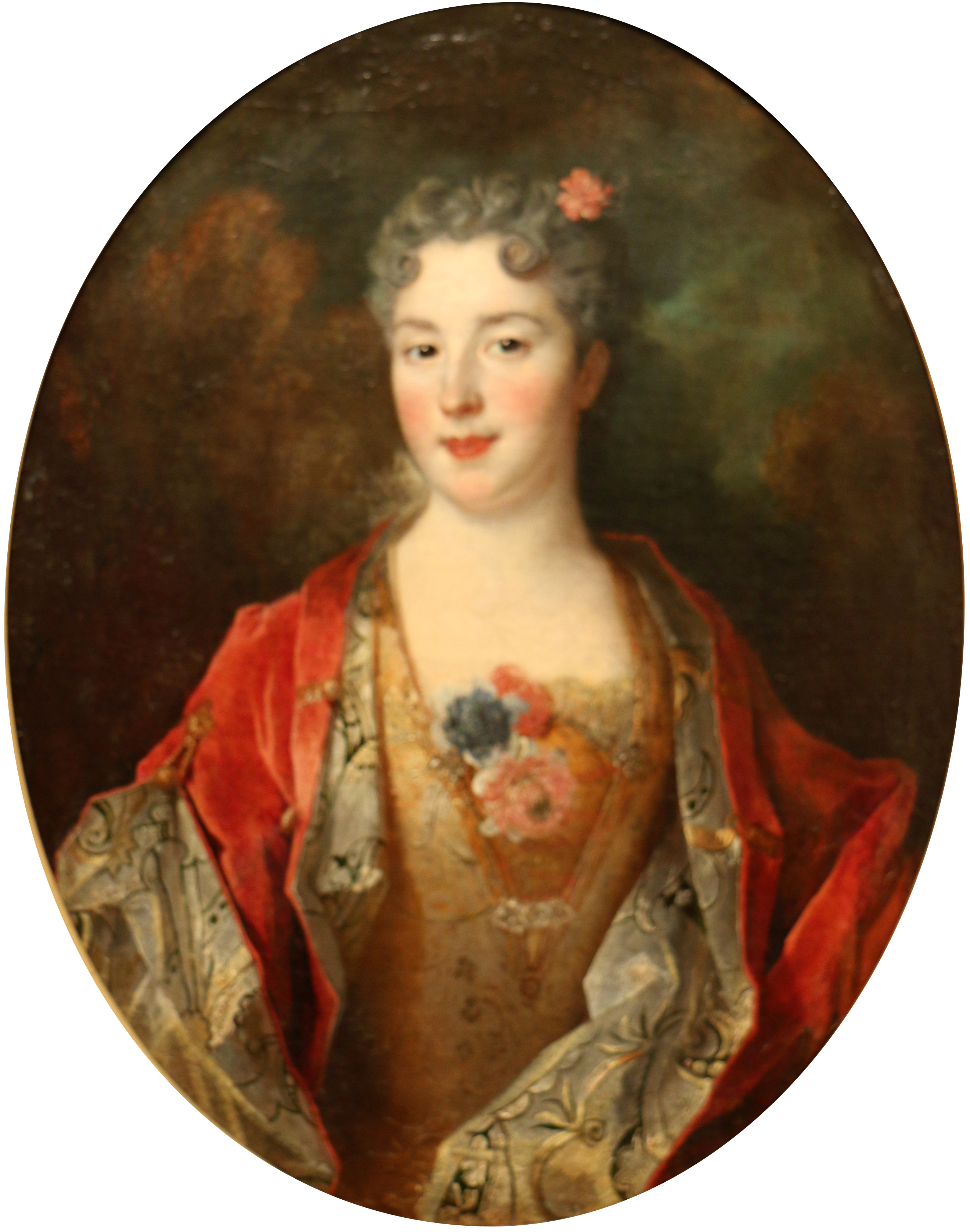
Nicolas de Largillière, Busto di donna
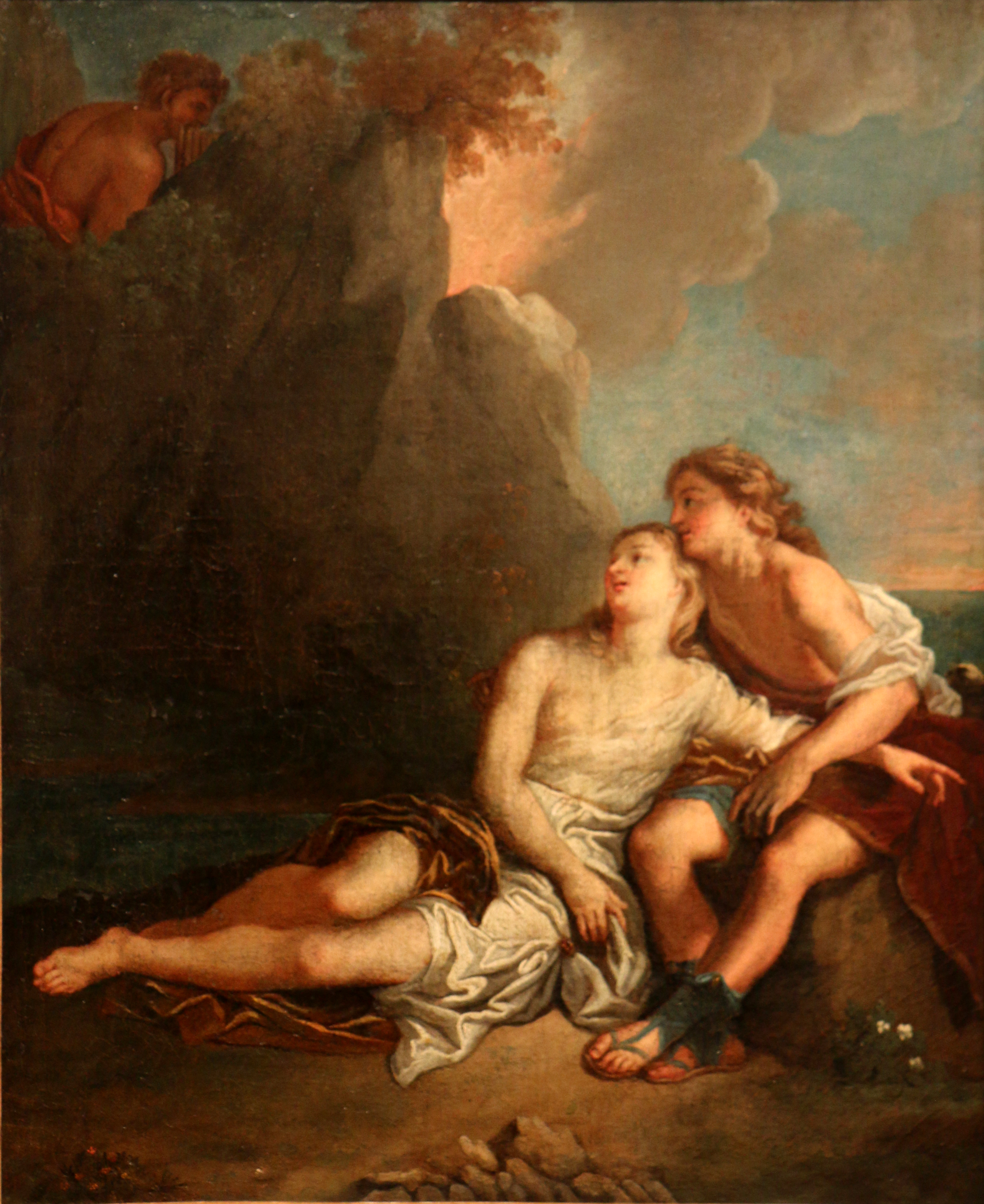
Charles de La Fosse, Aci e Galatea
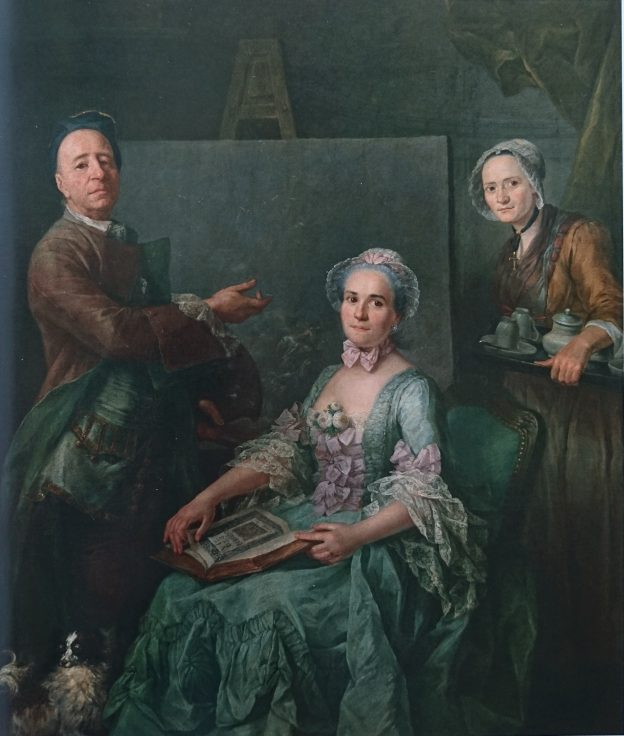
Honoré Revelly, La famiglia del pittore Peeter Verdussen

### Ottocento

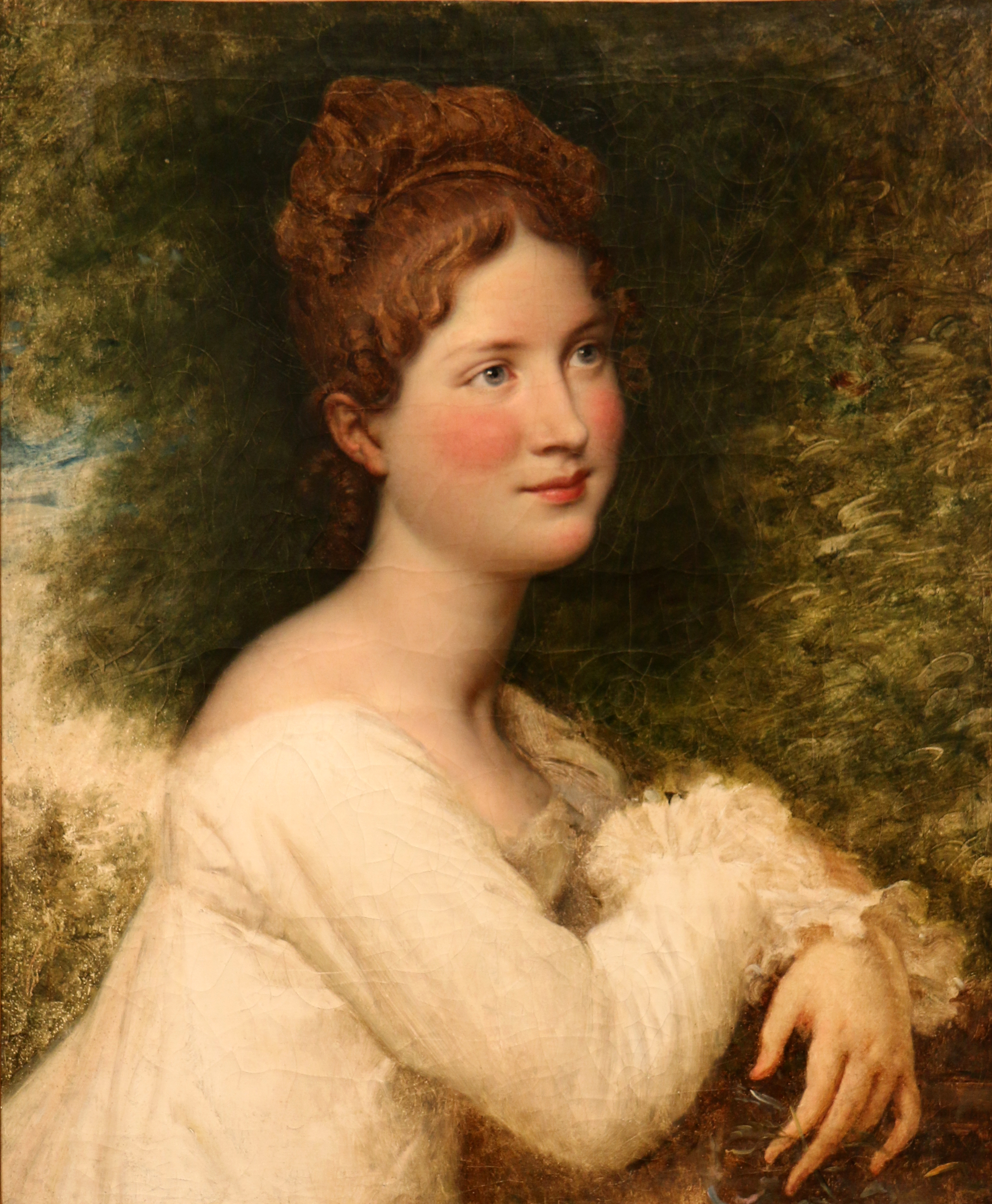
Jean-Baptiste Paulin Guérin, Ritratto di M.me Guérin da ragazza
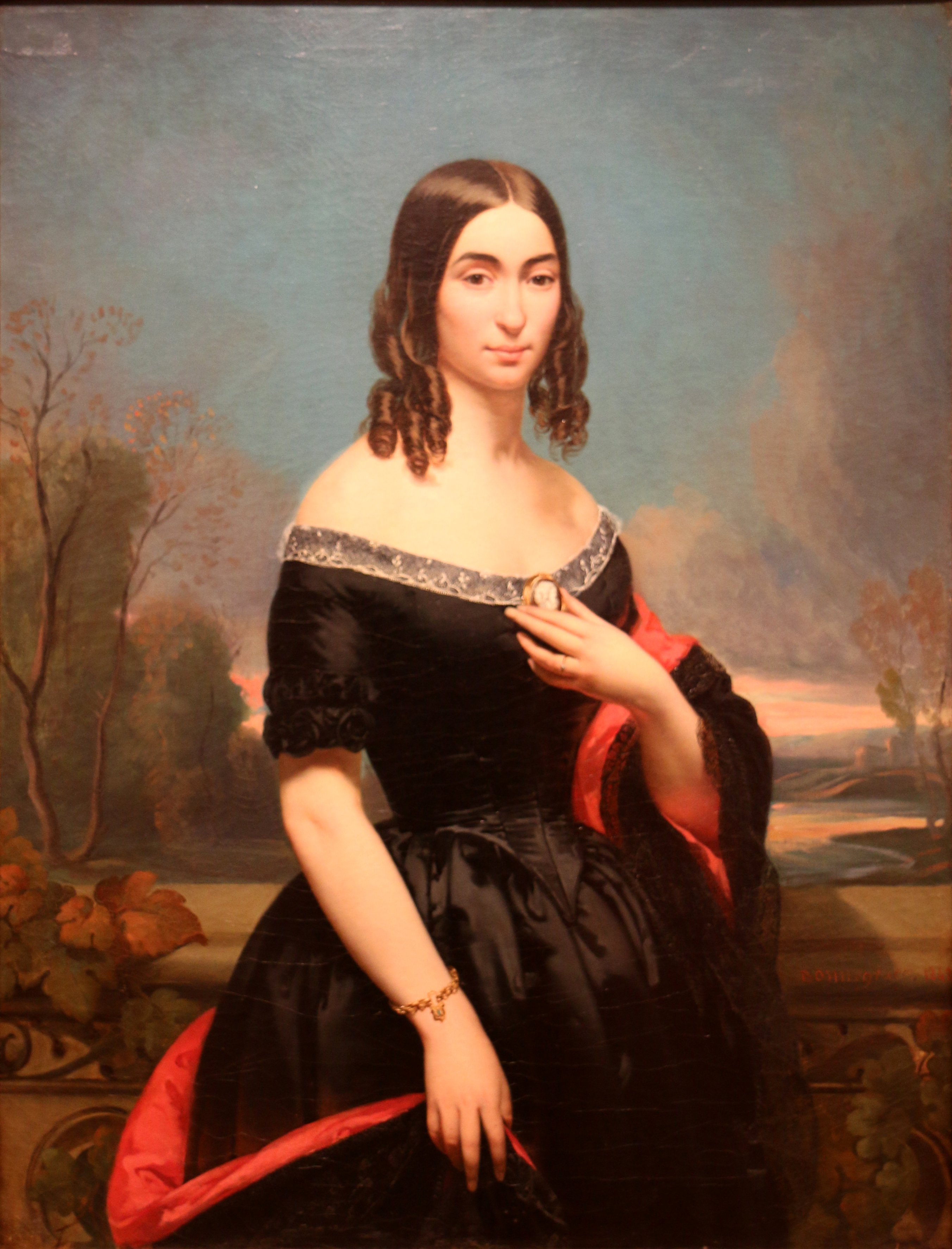
Charles Adolphe Bonnegrâce, Ritratto
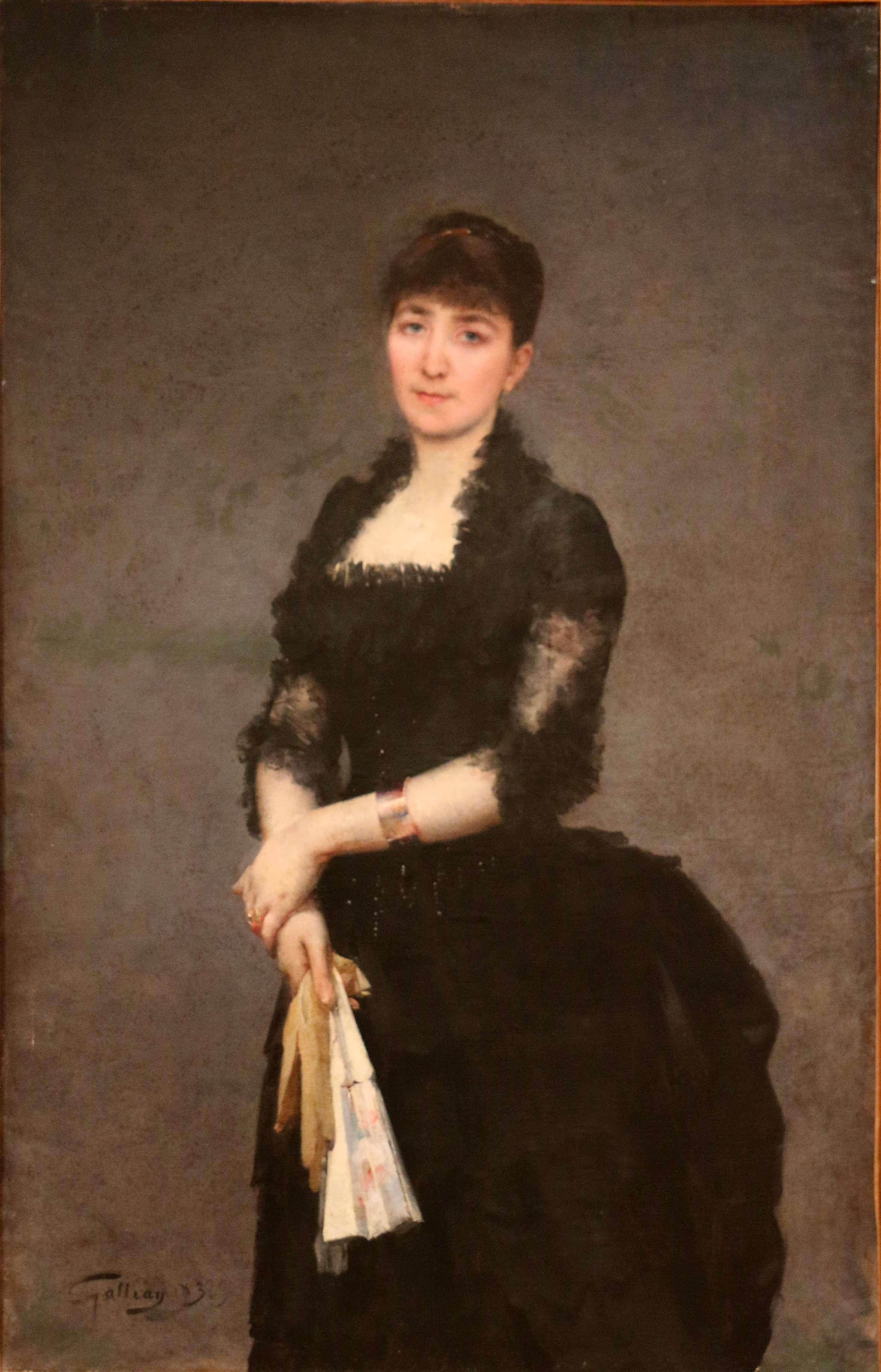
Octave Gallian, Ritratto di Marie Chabaud
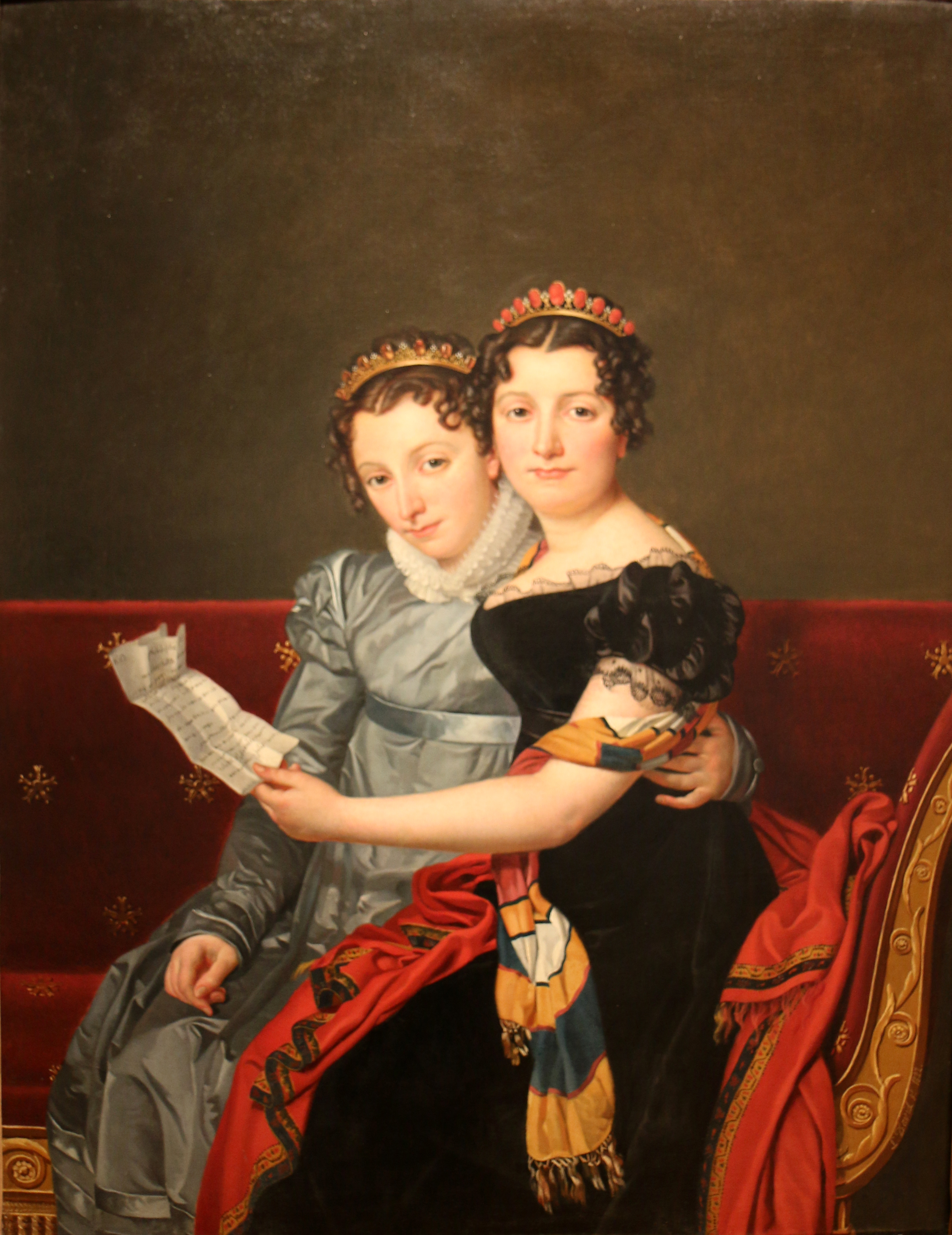
Jacques-Louis David, Ritratto di Zenaide e Carlotta Bonaparte
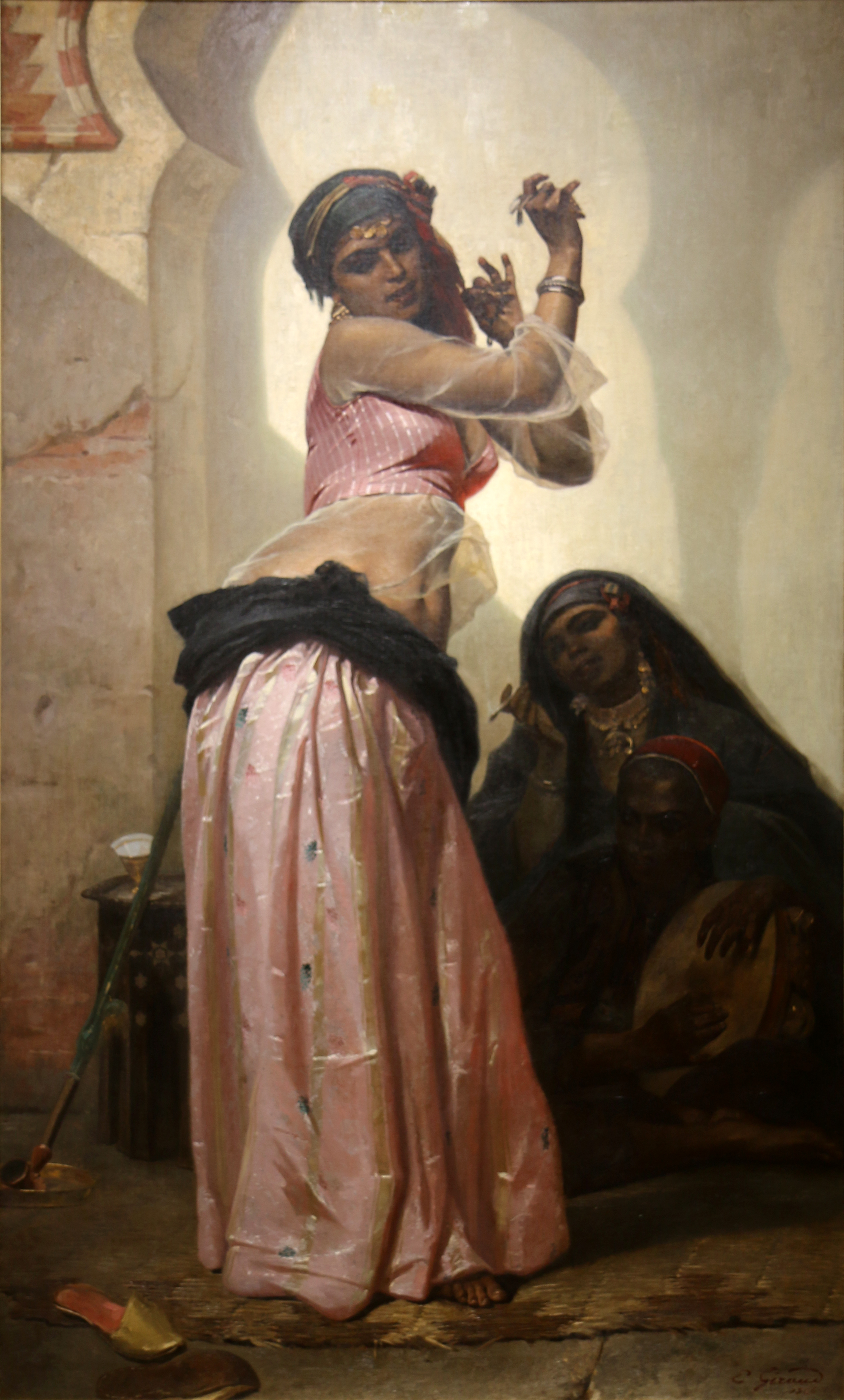
Pierre François Eugène Giraud, Danzatrice al Cairo

### Novecento

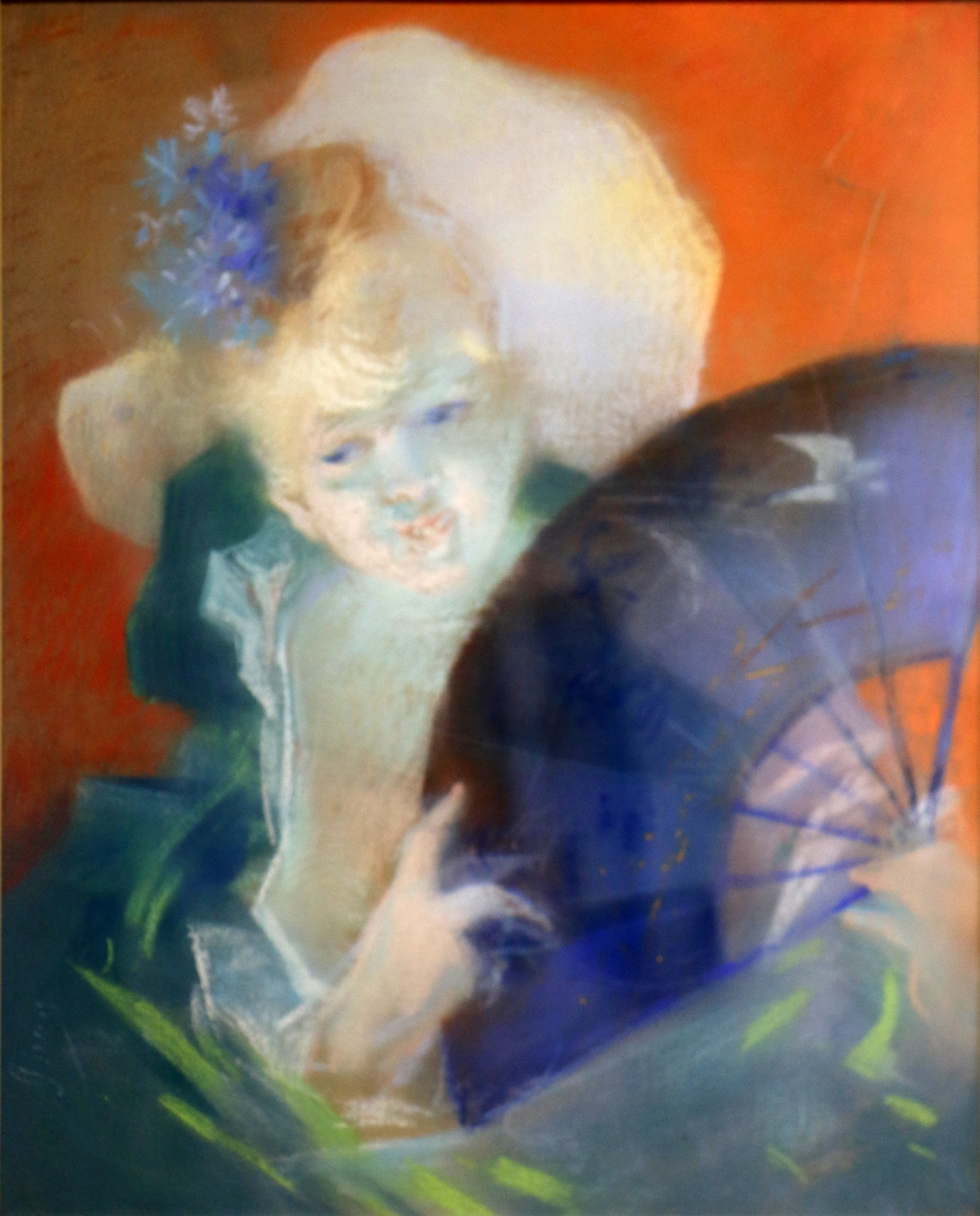
Jules Chéret, Donna con ventaglio
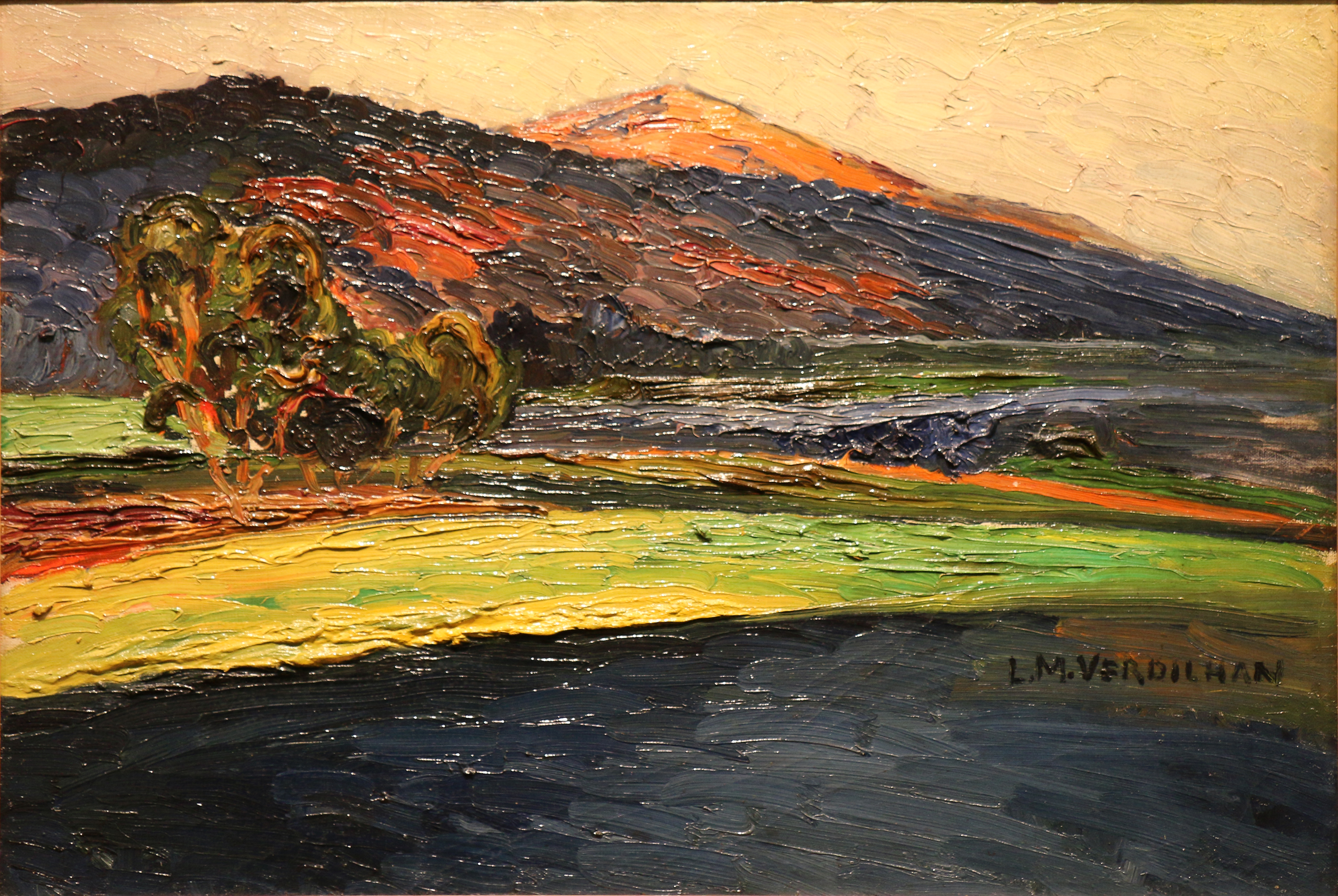
Louis-Mathieu Verdilhan, Paesaggio
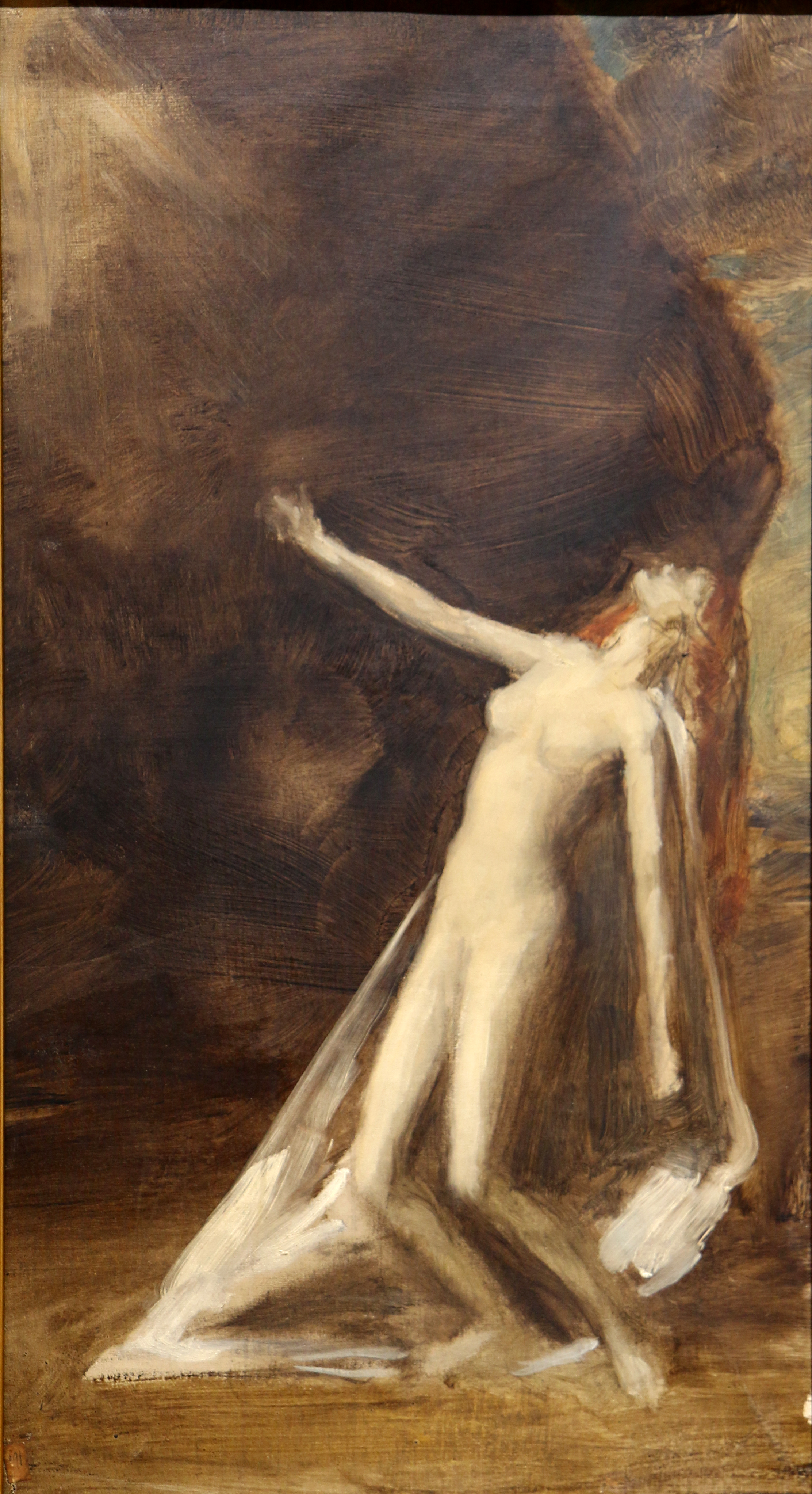
Carolus-Duran, Donna nuda in piedi
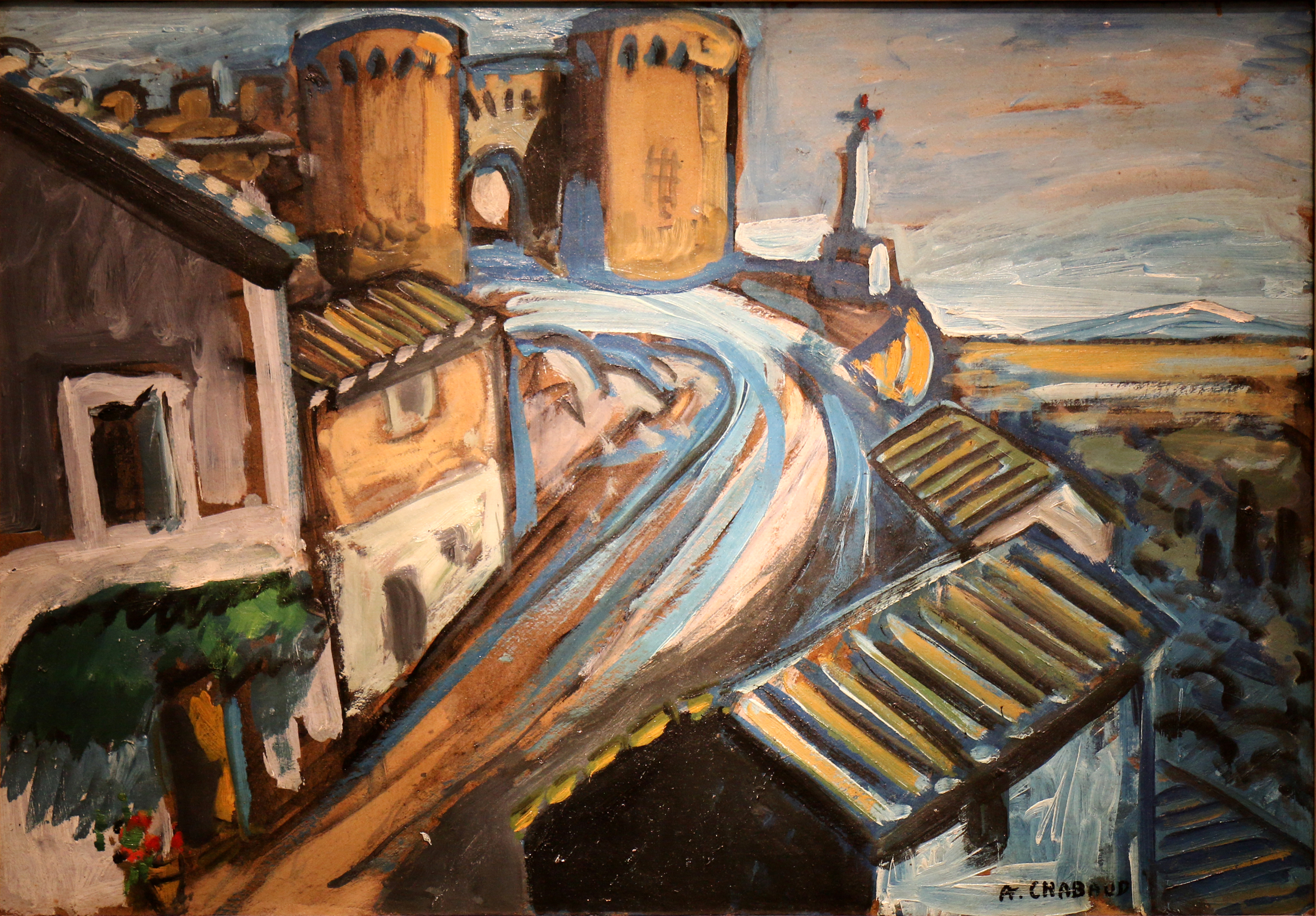
Auguste Chabaud, Villeneuve-lès-Avignon

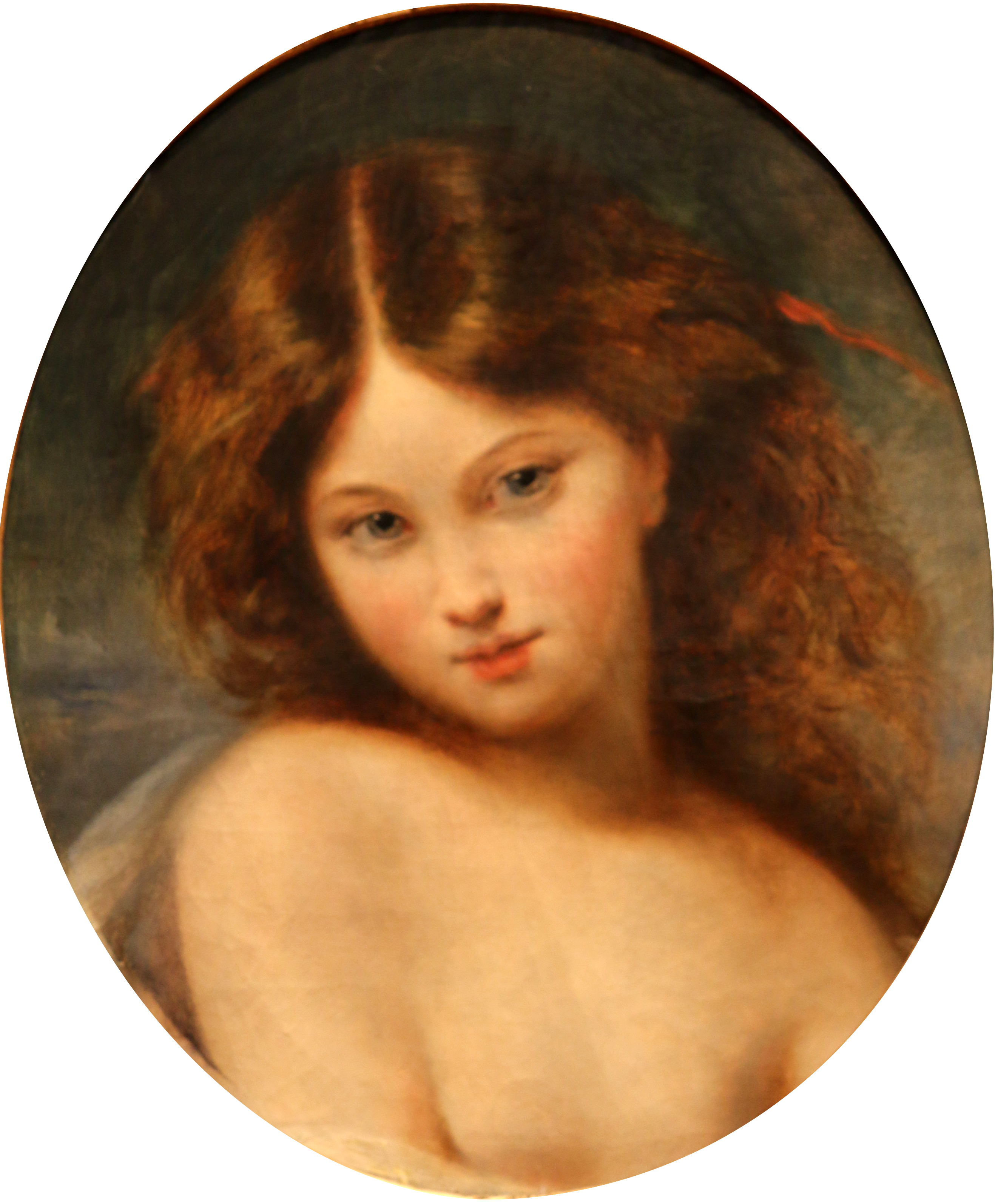
Pierre-Joseph Dedreux-Dorcy, Giovinetta